# Швейцарія
Швейца́рія (також Швайцáрія; нім. die Schweiz, фр. la Suisse, італ. Svizzera, ромш. Svizra), офіційна назва Швейца́рська Конфедера́ція — держава, розташована на стику Західної, Центральної та Південної Європи. Федеративна республіка, що складається з 26 кантонів, з федеральною владою у Берні. Країна не має виходу до моря і межує з Італією на півдні, Францією на заході, Німеччиною на півночі та Австрією і Ліхтенштейном на сході. Географічно розділена Швейцарським плато, Альпами та Юрами й охоплює загальну площу у 41 285 км², з яких площа суші — 39 997 км². У той час як Альпи займають більшу частину країни, населення Швейцарії, яке складає близько 8,5 мільйонів, зосереджено переважно на Швейцарському плато, де розташовані найбільші міста, зокрема три головні економічні центри: Цюрих, Женева та Базель.
Датою створення Швейцарської Конфедерації вважають 1 серпня 1291 року, коли три лісові кантони (землі): Урі, Швіц і Унтервальден, відстоюючи незалежність від Габсбургів, уклали заради оборони «вічний союз» (в рамках «Священної Римської імперії»). Як самостійна держава Швейцарія одержала міжнародне визнання за Вестфальським миром 1648 року. 19 серпня 1798 року в умовах французької окупації було проголошено Гельветійську республіку, що проіснувала до 1803 року і мала єдину конституцію. Віденський конгрес 1814–1815 рр. встановив кордони Швейцарії, близькі до сучасних, і гарантував її «вічний нейтралітет». 12 вересня 1848 року ухвалено Конституцію, що утвердила Швейцарію як єдину федеративну державу. Країна є членом Організації Об'єднаних Націй з 2002 року і входить до Шенгенської зони з 2004 року.
Швейцарія знаходиться на перехресті германської та романської Європи, що знайшло своє відображення у чотирьох основних мовних та культурних регіонах: німецькому, французькому, італійському та романшському. Попри те, що більшість населення є німецькомовним, швейцарська національна ідентичність вкорінена у спільній історії та цінностях, таких як федералізм, пряма демократія та альпійський символізм. Завдяки мовній різноманітності Швейцарія відома під кількома рідними іменами: Schweiz [ˈʃvaɪts] (німецька); Suisse [sɥis(ə)] (французька); Svizzera [ˈzvittsera] (італійська); та Svizra [ˈʒviːtsrɐ, ˈʒviːtsʁɐ] (романшська). На монетах та марках замість чотирьох національних мов використовується латинська назва Confoederatio Helvetica, часто скорочена до «Helvetia». Латинська назва країни також відображена на автомобільних номерних знаках та назві швейцарського інтернет-домену (.ch).
Суверенна держава — одна з найрозвиненіших країн світу, яка має найвище номінальне багатство на одну дорослу людину та восьмий найвищий валовий внутрішній продукт на душу населення Країна займає позицію на вершині чи біля неї за низкою міжнародних показників, серед яких економічну конкурентоспроможність та людський розвиток. Цюрих, Женева та Базель потрапили в десятку найкращих міст світу за якістю життя, а Цюрих посів друге місце у світі. 2019 року IMD поставила Швейцарію на перше місце у світі за залученням кваліфікованих робітників. Всесвітній економічний форум вважає Швейцарію п'ятою найконкурентоспроможною країною у світі.

## Географія

Мапа Швейцарії

Швейцарія — держава в Центральній Європі з територією 41,3 тис. км². На півночі вона межує з Німеччиною (довжина кордону — 334 км), на заході — з Францією (довжина кордону — 573 км), на півдні — з Італією (довжина кордону — 740 км), на сході — з Австрією (довжина кордону 164 км) і Ліхтенштейном (довжина кордону — 41 км). Північний кордон частково проходить по Боденському озеру і Рейну, який починається в центрі Швейцарських Альп і утворює частину східного кордону. Західний кордон проходить горами Юра, південний — італійськими Альпами і Женевським озером.
Швейцарію можна поділити на чотири райони — Північну Швейцарію, Західну, Центральну і Південну.
Найгустіше заселена та найрозвинутіша економічно Північна Швейцарія (кантони Базель, Ааргау, Цюрих, Санкт-Галлен, Гларус, Тургау). Це найрівнинніший район країни. Він займає північну частину Швейцарського плоскогір'я, лівий берег Рейну, а на півдні заходить у передгір'я Альп.
Західна Швейцарія (кантони Берн, Невшатель, Фрібур, Во, Женева) гористіша, ніж північ країни. Цей район охоплює центральну і південну частини Швейцарського плоскогір'я. З заходу до нього примикають хребти Юри, зі сходу — Альпи.
Центральна Швейцарія (кантони Люцерн, Швіц, Урі та Унтервальден) відрізняється суворістю своїх ландшафтів. Район включає північні схили Альп і Фірвальдштетське озеро.
Найбільший, але водночас рідко заселений район країни — Південна Швейцарія. Він охоплює кантони Граубюнден, Тічино і Вале. Природа Південної Швейцарії надзвичайно мальовнича та різноманітна. Тут є найвищі гірські хребти, широкі полонини і великі озера Лугано й Лаго-Маджоре.

### Клімат
У Швейцарії виражені кліматичні відмінності, зумовлені висотами, впливом сонця і вітрів. Клімат вологий, на плоскогір'ї — помірно теплий, в горах — холодний. Добові температури у низинах в середньому коливаються протягом року від 10 до 16 °C, влітку вони підвищуються до 27 °C і більше. Найспекотніший місяць — липень, найхолодніший — січень.
Найвищі вершини Альп покриті вічними снігами. Снігова лінія піднімається до 2700 м на західних схилах і до 3200 м на східних. Взимку температура опускається нижче 0° С на всій території країни, за винятком північного берега Женевського озера та берегів озер Лугано й Маджоре, частина яких належить Італії. Клімат там такий же м'який, як у Північній Італії, оскільки гори захищають від вторгнення холодних північних вітрів. У січні-лютому в умовах переважання високого тиску над Альпами встановлюється ясна холодна погода, сприятлива для занять зимовим спортом. Південні схили в цей час отримують багато сонячного тепла.
У Швейцарії часто бувають різкі сильні вітри, що супроводжуються дощами й снігопадами. Навесні, влітку і восени переважають фени — теплі сухі вітри, що дмуть зі сходу і південного сходу. Оскільки потоки вологого повітря з боку Середземного моря підіймаються вгору схилами Альп, а потім спускаються до Швейцарського плато, на південних схилах опадів випадає майже вдвічі більше, ніж на північних. Середня річна кількість опадів у Базелі (277 м над рівнем моря) — 810 мм, у Лозанні (375 м), на північному березі Женевського озера — 1040 мм, а в Давосі (1580 м), на південному сході країни — 970 мм.

### Рельєф

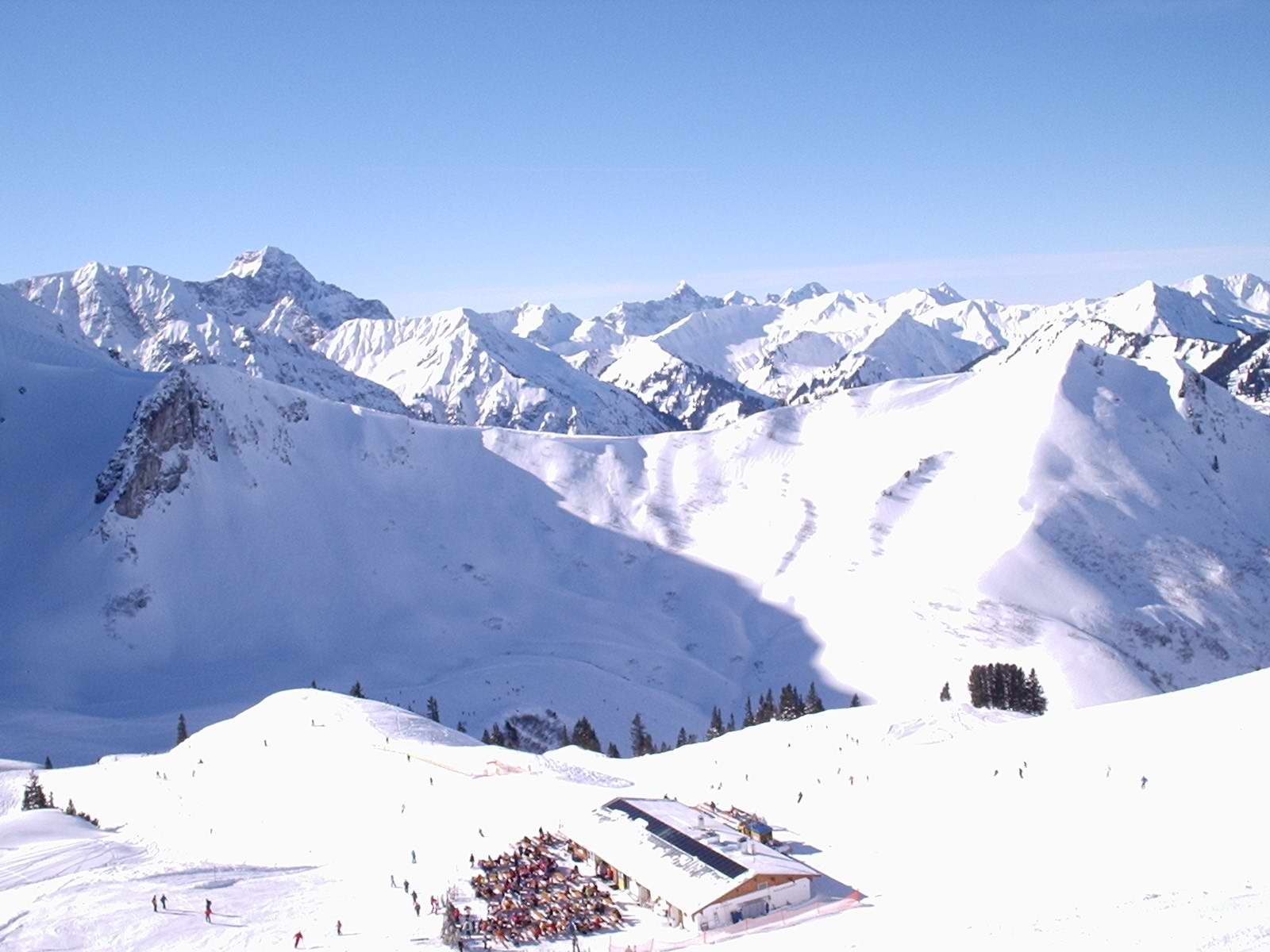
Альпи в районі Оберстдорфа (Фельгорн)

На території Швейцарії розрізняють три природні райони: гірський масив Юра на північному заході, Швейцарське плато (плоскогір'я) у центрі та Альпи на південному сході. Понад 70 % території країни належить до двох гірських систем, Альп і Юри, розділених горбистим Швейцарським плоскогір'ям з численними тектонічними озерами. Максимальна висота — вершина Дюфур (4634 м).
Гори Юра, що розділяють Швейцарію і Францію, простягаються від Женеви до Базеля і Шаффгаузена. У них чергуються гірські складки з переважанням вапняків і долини; складки місцями прорізають невеликі річки, які утворюють долини з крутими схилами. Землеробство можливе лише в долинах; пологі схили гір покрити лісами або використовуються як пасовища.
Швейцарське плато утворилося на місці прогину між Юрою та Альпами. Поверхня плоскогір'я горбиста, в широких долинах розвинуте землеробство, межиріччя покриті лісами. Тут зосереджена більша частина населення країни, розташовані великі міста і промислові центри. У цьому ж районі сконцентровані найродючіші сільськогосподарські землі та пасовища.
Майже всю південну половину Швейцарії займають Альпи. Ці високі, нерівні, вкриті снігом гори розчленовані глибокими ущелинами. У гребеневій зоні — фірнові поля (зернистий лід, що складається з пов'язаних між собою крижинок) і льодовики (10 % території країни). Широке дно головних долин використовується під поля та ріллю. Район рідко населений. Альпи є основним джерелом прибутків, оскільки мальовнича природа високогір'я приваблює багато туристів і альпіністів. Найвищі вершини — Дюфур (4634 м) у масиві Монте-Роза на кордоні з Італією, Дом (4545 м), Вайсгорн (4505 м), Маттергорн (4477 м), Гран-Комбін (4314 м), Фінстерааргорн (4274 м) і Юнгфрау (4158 м).
Ґрунти Швейцарії не дуже родючі. Для обробки придатні лише бурі лісові ґрунти Швейцарського плоскогір'я і нижніх частин схилів гір. На гірських схилах нерідкі обвали і зсуви, що зносять ґрунтовий шар або оброблювані землі.

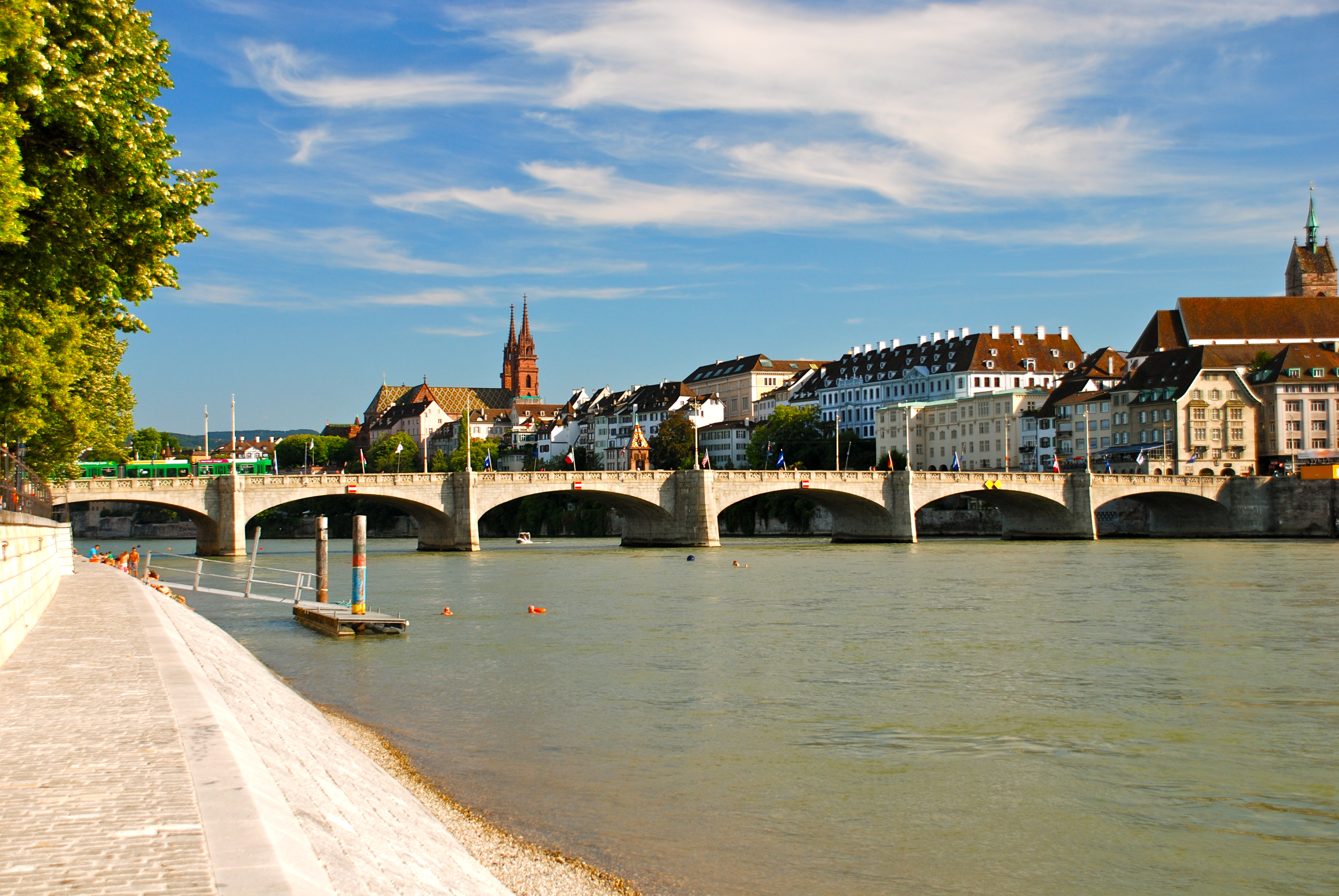
Рейн у Базелі

### Річки й озера

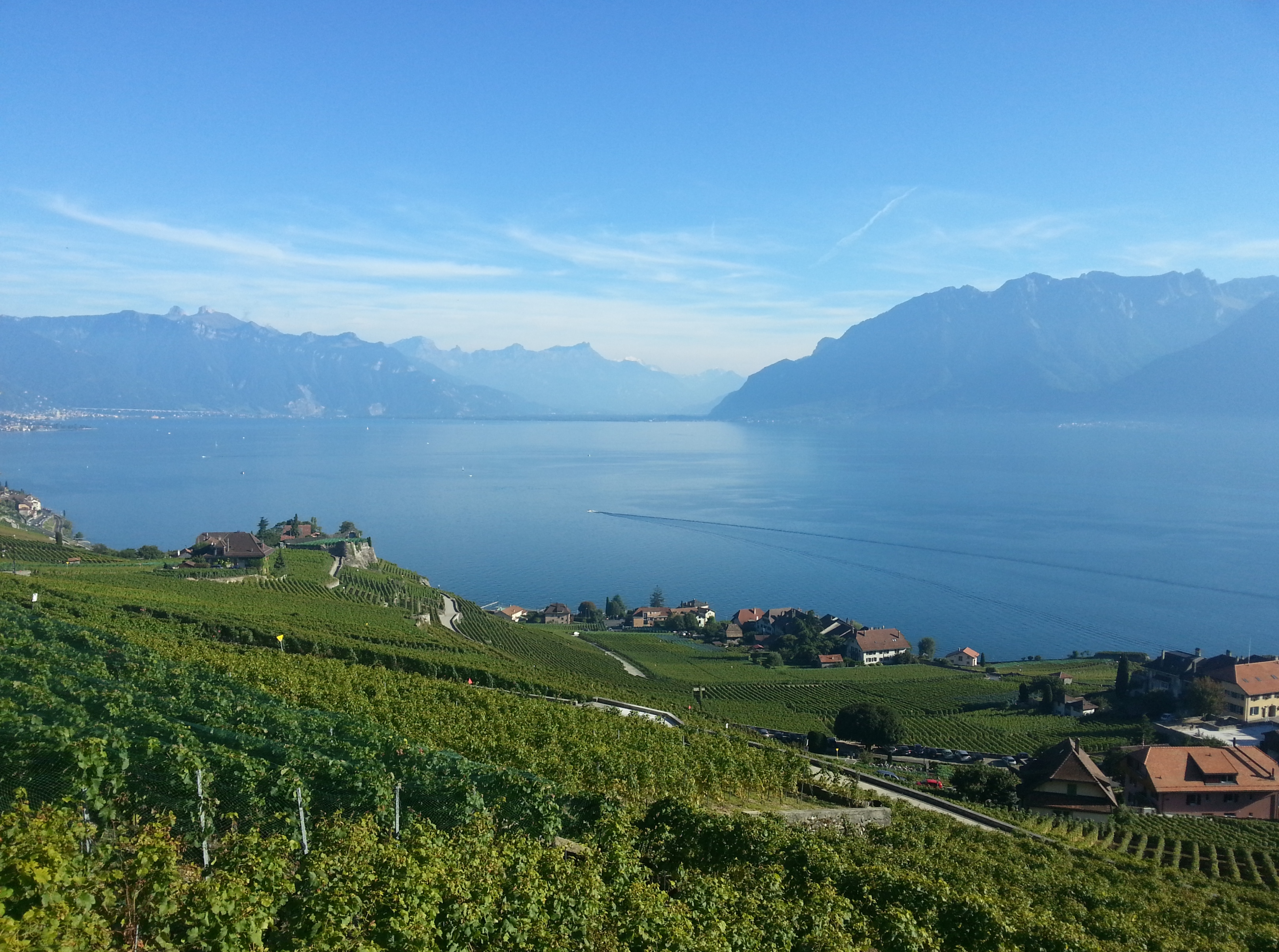
Женевське озеро, найбільше озеро Швейцарії

У країні є густа мережа повноводних річок, що належать басейнам трьох морів: Північного, Середземного і Чорного. Велика частина Швейцарії зрошується Рейном (375 км у межах країни). Південно-західні райони належать до водозбірного басейну Рони, південні — до басейну Тічино, а південно-східні — до басейну річки Інн (притоки Дунаю). Річки Швейцарії не мають судноплавного значення. На Рейні судноплавство підтримується тільки до Базеля.
Швейцарія славиться своїми озерами, яких на її території налічується майже 600. Наймальовничіші з них розміщені по краях Швейцарського плато — Женевське, Тунське на півдні, Фірвальдштетське, Цюрихське на сході, Невшательське і Більське на півночі. Більшість цих озер має льодовикове походження, вони відрізняються витягнутою формою і великими глибинами. На південь від осі Альп в окрузі Тічино знаходяться озера Лугано й Лаго-Маджоре.
Найбільші озера Швейцарії — Женевське озеро, площею 581 км² (з них 370 км² належать Швейцарії), Невшательське (216 км²), Цюрихське (89 км²), Більське (39 км²) і Цуґське (38 км²).

### Рослинність
Ліси Швейцарії вкривають близько 1/4 території країни. На Швейцарському плоскогір'ї знаходяться масиви широколистих лісів (з дуба, бука, ясена, в'яза, клена, липи). На південному схилі Альп росте каштан. На висоті понад 2000 метрів переважають хвойні ліси з ялини, ялиці, сосни і модрини. В долинах — зарості вільхи. Вище (до 2800 м) розміщені субальпійські та альпійські луки, де навесні розцвітають крокуси і нарциси, влітку — рододендрони, ломикамені, тирлич та едельвейси.

### Тваринний світ
За зоогеографічним районуванням світу країна належить до Центральноєвропейської провінції Європейсько-Сибірської підобласті Голарктичної зоогеографічної області. Тому основу тваринного населення регіону становлять зональні широколистянолісові (1) і мішанолісові (2) угруповання тварин, а також інтразональні гірські й водно-болотні (долинно-річкові) тваринні угруповання, характерні для помірного кліматичного поясу. Особливістю тваринного населення провінції є перехідний видовий склад тваринних угруповань (порівняно з тваринними угрупованнями Атлантико-Європейської й Східноєвропейської провінцій) та значна мозаїчність в їх розміщенні по території, а також збереження реліктових видів тварин у горах. Характерними видами хребетних тут вважаються куниця лісова (Martes martes), сарна європейська (Capreolus capreolus), борсук (Meles meles), глушець білодзьобий (Tetrao urogallus) тощо. Домінуючими в зональних угрупованнях є мезофільні й ксеромезофільні групи та види тварин.
У горах із ссавців зустрічаються сарна, куниця, заєць-біляк, альпійський бабак, кам'яний козел, лисиця; із птахів — беркут, глухар, дрізд, підкоришник, серпокрилець, сніжна куріпка, на берегах річок та озер — мартини, у їхніх водах — форель, палія, сиг, харіус та інша риба. Фауна і природні ландшафти охороняються у Швейцарському національному парку Енгадин і в лісових масивах Алеч і Дерборанс.
Див. також: Список ссавців Швейцарії

## Історія
1 серпня 1291 року три лісові кантони — Урі, Швіц і Унтервальден, захищаючи незалежність від австрійських Габсбургів, уклали оборонний союз («вічний союз») в рамках «священної Римської імперії».

### Підтримка України у 2022 році
Швейцарія приймала біженців з України з лютого 2022 року. Станом на 10 серпня 2022 року в країні зареєстровано 60000 біженців-українців із Статусом S. Попри це Швейцарія відмовилася надавати Україні зброю, посилаючись на свій нейтральний статус.

## Політична система

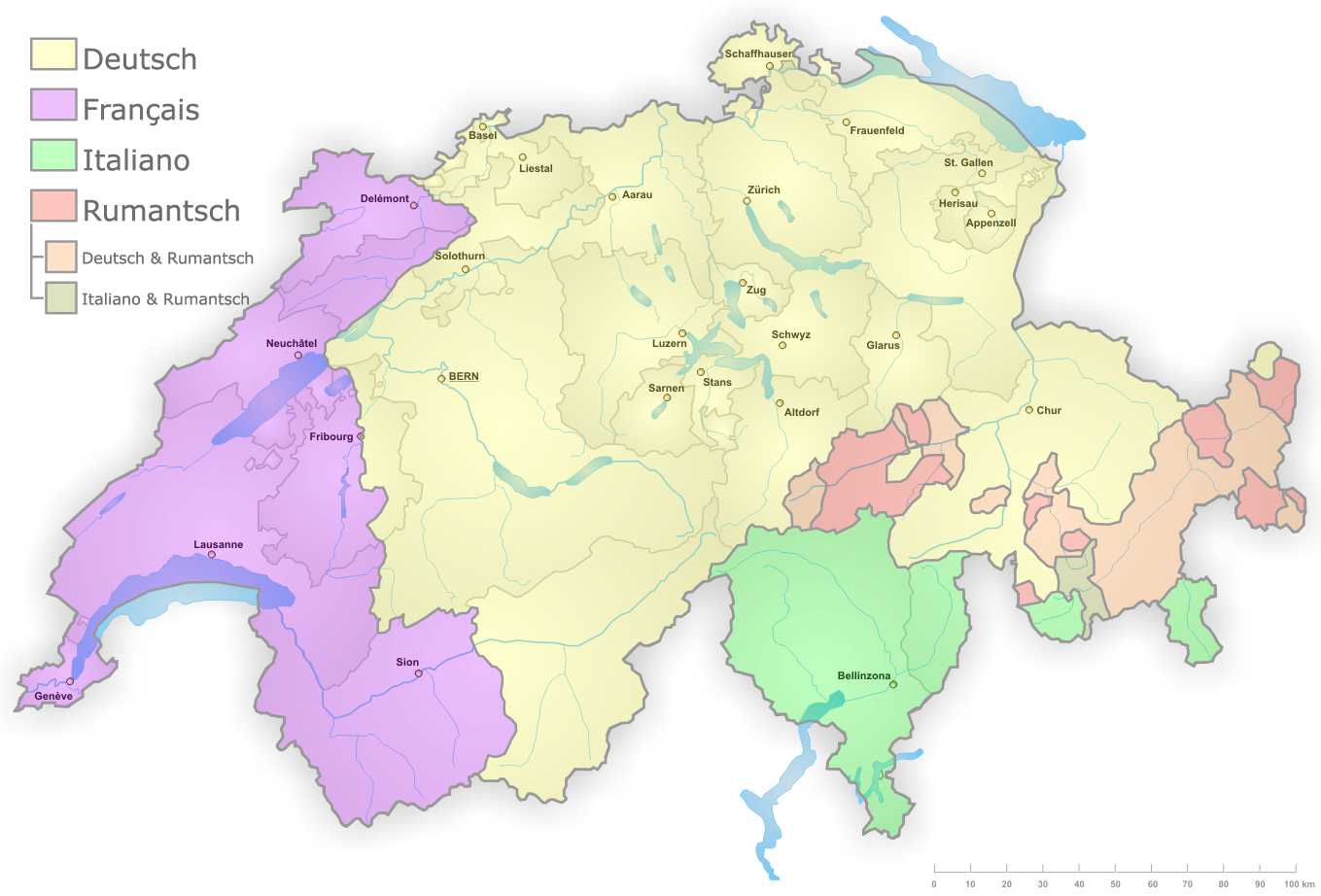
Мовні регіони країни на мапі: жовтим — німецька, фіолетовим — французька, зеленим — італійська, червоним — романшська.

Державний устрій. Швейцарія — федеративна парламентська республіка.
Офіційні мови — німецька (користується 64 % населення), французька (19 % населення), італійська (8 % населення), романшська (0,6 % населення).

### Конституція
Перша конституція Швейцарії була прийнята в 1848 році. 1874 року була прийнята нова Конституція, а з 1 січня 2000 року діє третя конституція, прийнята в 1999 році.
Основні принципи швейцарської конституції — федералізм і демократія.
В основу державного устрою Швейцарської Конфедерації закладений принцип федералізму. Стаття 3-я конституції гарантує 20 кантонам і 6 напівкантонам, на які розділена Швейцарія, усі права самоврядування, за винятком тих, котрі є прерогативою федерального уряду. До них належать оголошення війни і укладення миру, підписання міжнародних договорів і вступ у союзи, навчальна підготовка, матеріальне забезпечення збройних сил і керівництво ними, регулювання зовнішньої торгівлі. Федеральний уряд і влади кантонів мають право встановлювати податки. Крім того, федеральний уряд здійснює контроль над засобами зв'язку, вищою освітою і працею.
Прийняття принципу федералізму 1848 року зіграло істотну роль у консолідації різнорідних держав-кантонів у єдину загальношвейцарську союзну державу. Згодом федеральний уряд став активніше впливати на всі аспекти життя країни. Проте швейцарці, як і раніше, почувають сильну прихильність до рідних кантонів і їхніх традицій.

### Пряма демократія
Відповідно до принципу прямої демократії парламент, обраний народом, визначає політику в загальних рисах, усі ж важливі для життя країни питання вирішуються на всенародних референдумах, які на федеральному рівні проходять двічі-тричі на рік або й частіше.
Пряма демократія дозволяє народу безпосередньо здійснювати свою політичну владу, на відміну від представницької демократії. Швейцарська демократія поєднує обидва аспекти у так званій «напівпрямій» формі: громадяни обирають своїх представників до різних рад (муніципалітетів, кантонів та центральному рівні Конфедерації), але також можуть голосувати за схвалення законодавчих або конституційних текстів, прийнятих цими радами (шляхом референдумів), або пропонувати конституційні чи законодавчі поправки через народні ініціативи. Ці народні консультації зазвичай організовуються чотири рази на рік на федеральному рівні, завжди у вихідні.
Перші форми прямої демократії у Швейцарії можна простежити до XV століття в містах Берн, Люцерн, Золотурн та Цюрих, де проводяться "Volksanfragen" («народні консультації»), тобто збори громадян для прийняття певних важливих політичних рішень. Найбільш типовим прикладом швейцарської прямої демократії є "Landsgemeinde" (буквально «Земельні збори»), де громадяни періодично збираються на сільській площі, щоб проголосувати підняттям рук; Ця традиція досі існує у двох кантонах Аппенцелль-Іннерроден та Гларус, а також на муніципальному рівні, в деяких округах Граубюнден та районах Швіца, а також у загальних зборах багатьох малих муніципалітетів.
Ця політична система, яка дозволяє громадянам виступати противагою та чинити тиск на виконавчу владу й політичні партії, завжди зустрічала високий рівень задоволення серед швейцарського населення, близько 80%.
Однак це призводить до певної повільності політичних реформ, зокрема через «загрозу референдуму», яку може використати будь-яка організація, яка не погоджується із запропонованим законом; Згідно з теорією, висунутою в 1970 році професором Леонардом Найдхартом, ця загроза призвела б до поступового встановлення перед будь-якою пропозицією консультацій, які об’єднують усі зацікавлені організації, що призводить до компромісів, які Парламенту важко змінити, таким чином фактично перетворюючи пряму демократію на «демократію переговорів».
Пряма демократія впливає на всю швейцарську політичну систему; це спонукає владу шукати консенсусу та йти на компроміси на дуже ранніх етапах процесу прийняття рішень, щоб уникнути оскарження закону на референдумі.
Існує кілька видів референдуму на федеральному рівні.
- Перший з них стосується чинної конституції, зміни до якої можуть вноситися двома шляхами. За першим їх може ініціювати парламент. Коли обидві його палати — Національна рада та Рада кантонів, — згодні внести певні поправки до конституції, і ця згода зафіксована до референдуму, проводиться сам референдум. Зміни до головного закону країни вносяться, коли доповнення чи поправка здобувають не лише більшість голосів, але й «за» від більшості кантонів, що взяли участь у голосуванні.

- - Другий шлях передбачає, що проєкт змін до конституції може запропонувати якась політична партія. Якщо зібрано понад 100 тисяч підписів, питання виноситься на розгляд парламенту, який своєю чергою може запропонувати власний проєкт. Тоді обидва проєкти виносяться на референдум. Враховуючи, що за кількістю голосів можуть пройти обидва проєкти, на референдумі всі голосуючі відповідають на три питання: 1) я голосую за парламентський проєкт…; 2) я голосую за громадянський (партійний проєкт)…; 3) якщо будуть прийняті обидва проєкти, то я віддав би перевагу такому-то проєкту.

- Другий вид референдуму — це коли парламент приймає якесь рішення, а група громадян з ним не згодна. Тоді опоненти мають зібрати 50 тисяч підписів, після чого це рішення виноситься на референдум. Трапляється так нерідко, тому зумовлено, що таке рішення набирає чинності лише через три місяці після його прийняття. Кожен, хто не згоден з ним, має таким чином можливість зібрати підписи і оголосити протест.

- Третій вид референдуму — особливо важливий. Ще 1917 року було прийнято постанову, згідно з якою всі рішення, що стосуються вступу Швейцарії до різних світових організацій, пов'язаних із спільною безпекою та економічною інтеграцією, виносяться на федеральний референдум. Так, у 1986 році на референдумі було відхилене питання про членство Швейцарії в ООН.

До 1971 року Швейцарія залишалася однією з небагатьох країн світу, де жінки не мали виборчого права на загальнонаціональному рівні. У лютому 1971 році чоловічий електорат схвалив поправку до конституції, що надавала жінкам країни право голосувати і бути обраними на федеральних виборах. На рівні кантонів надання виборчих прав жінкам затяглося: у німецькомовному напівкантоні Аппенцелль-Іннерроден жінки нарешті одержали право голосу тільки в 1991 році.

### Система конкордації
Швейцарська система управління базується на «системі конкорданції» або «пропорційній демократії», яка характеризує національний політичний стиль пропорційним складом федеральних державних органів, інтеграцією політичних сил, відмовою від конфліктів та пошуком переговорних рішень проблем · . 
Політологи зазвичай пояснюють це впливом референдуму та народної ініціативи, повним (ідеальним) бікамералізмом (обидві палати парламенту рівноправні), федералізмом та виборчою системою, які змушують політичних суб'єктів співпрацювати з максимальною кількістю політичних сил, щоб мінімізувати ризик провалу своїх проєктів перед народом. Деякі також додають культурні відмінності, які сприяють прагненню забезпечити якомога ширше представництво меншин. Однорідність уряду, втім, забезпечується методом обрання федеральних радників, які не можуть покладатися лише на голоси своєї партії і тому повинні дистанціюватися від неї, щоб сподіватися зібрати більшість для своїх проєктів. За відсутності справжньої спільної політичної програми, «керівні принципи» слугують такою програмою на період повноважень скликання законодавчого органу. 
Ця відсутність політичної лінії є однією з особливостей швейцарської системи: після виборів немає поняття більшості та опозиції чи коаліції влади. Більшість та опозиція формуються предмет за предметом, або навіть стаття за статтею, як на рівні виконавчої (Федеральної Ради), так і законодавчої влади. Цей момент є важливим для належного функціонування системи референдуму: оскаржуваний проєкт ніколи не є проєктом партії чи урядової лінії, а проєктом парламенту. На відміну від інших країн, референдум, таким чином, ніколи не є питанням схвалення чи відставки влади (вотумом не/довіри), тому не можна говорити про вотум недовіри парламенту, коли проєкт відхиляється народом.

### Федеральні органи
Конституція Швейцарії визначає три основні органи влади на федеральному рівні: Федеральні збори (законодавча влада), Федеральна рада (виконавча влада) та федеральні суди (судова влада). Теоретично Федеральні збори є найвищим органом влади: вони не лише обирають членів Федеральної ради та Федерального верховного суду, але й відповідають за нагляд за цими органами. Однак обмежені ресурси парламенту порівняно з Федеральною радою надають останній більший вплив на практиці.

#### Законодавча влада
Законодавча влада належить Федеральним зборам (Bundesversammlung — Assemblee Federale — Assemblea Federale, які складаються з двох палат: нижньої — Національної ради (Nationalrat — Conseil National — Consiglio Nazionale) і верхньої — Ради кантонів (Standerat — Conseil des Etats — Consiglio degli Stati). Національна рада, що складається з 200 депутатів, обирається населенням шляхом прямих і рівних виборів при таємному голосуванні за системою пропорційного представництва терміном на 4 роки. Рада кантонів складається з 46 депутатів, кожен кантон обирає по 2 депутати, а напівкантон — одного. Термін повноважень депутатів становить 3 чи 4 роки, залежно від конституції кантону.

#### Виконавча влада

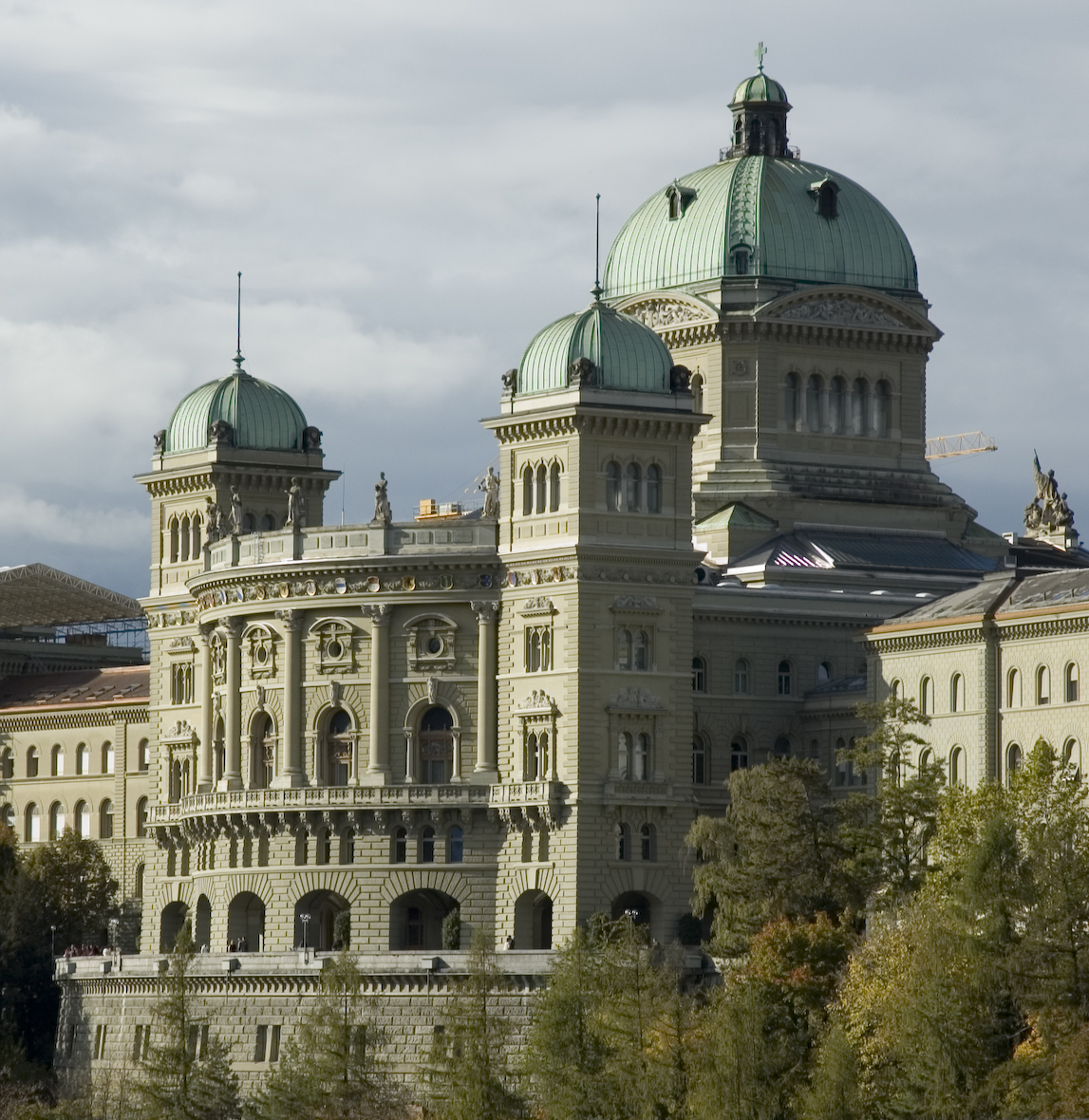
Федеральна рада Швейцарії

Виконавча влада має форму директоріальної системи, здійснюється Федеральною радою (Bundesrat — Conceil Federal — Consiglio Federale) (ст. 174 Конституції), що складається з семи членів, обраних або переобраних Федеральними зборами — в той самий день, але один за одним (ст. 132 Закону про Федеральну раду) — на чотирирічний термін, який можна поновлювати (ст. 175 Конституції). Традиційно, член Федеральної ради переобирається до своєї відставки, і неможливість переобрання є надзвичайно рідкісною (чотири випадки між 1848 і 2007 роками, з загальної кількості 110 членів Федеральної ради). Закон не передбачає жодної процедури звільнення члена ради або розпуску Ради до закінчення терміну її повноважень.
Кожен член Ради відповідає за один із семи департаментів федеральної адміністрації, але сама Рада діє за принципом колегіальності (ст. 177-178 Конституції). Наскільки це можливо, рішення приймаються консенсусом. Якщо це не вдається, проводиться голосування серед семи федеральних радників, і ті, хто виступив проти заходу, який зрештою ухвалила колегія, все одно повинні захищати його від її імені; цей принцип зазнав деяких зловживань в останні роки, особливо під час кампаній, що передували референдумам.
У Швейцарії президент обирається Федеральними зборами з числа членів Федеральної ради (уряду) терміном на один рік (ст. 176 Конституції) без права переобрання на наступний термін. Основними функціями президента є: прийом високих іноземних гостей і ведення засідань Федеральної ради. Він є першим серед рівних (primus inter pares) з суто представницькою роллю, і його обрання традиційно базується на ротації серед членів за старшинством.
Секретаріатом Федерального уряду є Федеральна канцелярія. Очолює її Федеральний канцлер.
Разом з Відомством федерального канцлера, апаратом Федеральної ради, федеральні відомства утворюють федеральну адміністрацію.
Федеральний уряд безпосередньо керує Федеральною адміністрацією. Федеральна адміністрація складається з департаментів (міністерств); кожний департамент керується одним членом Федерального уряду. У той час як у багатьох країнах від 20 до 30 міністерств, у Швейцарії їх тільки сім:
1. закордонних справ;
2. внутрішніх справ;
3. юстиції і поліції;
4. оборони, захисту населення і спорту;
5. довкілля, транспорту, енергетики та зв'язку;
6. економіки, освіти та досліджень;
7. фінансів.

Закон встановлює мало критеріїв для членів Ради. До 1999 року кантон міг мати лише одного представника, але, враховуючи складність застосування цього правила, його було змінено на більш загальну формулу, яка стверджує, що різні регіони та мовні спільноти повинні бути справедливо представлені (ст. 175 Конституції). Окрім цього правового критерію, під час обрання нового члена Федеральної ради діє ціла низка неписаних правил. Ці фактори включають партію, мову та кантон походження кандидатів, а також статевий паритет, що часом ускладнює вибір ідеального кандидата.

#### Судова влада

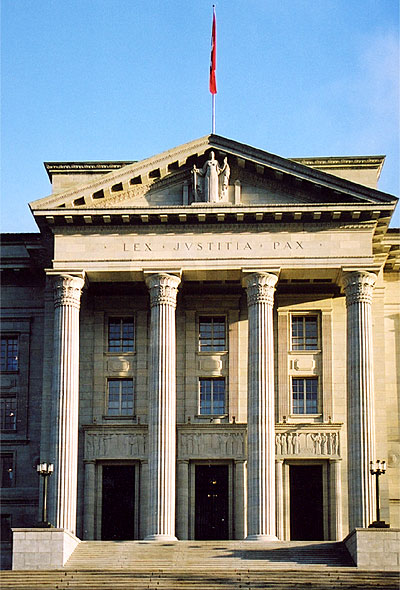
Федеральний суд

Кожен кантон має власну судову систему, суди якої зазвичай вирішують усі питання. З 2011 року як цивільне, так і кримінальне судочинство було об'єднано на федеральному рівні після процесу, започаткованого на початку 2000-х років.
Федеральний Верховний суд є найвищим федеральним судовим органом (ст. 188 Конституції)і забезпечує однакове застосування закону по всій країні; тому він є останньою інстанцією апеляції з усіх питань, що стосуються федерального законодавства. У певних питаннях апеляція може бути передана до Федеральної ради (ст. 72 федерального закону про адміністративне судочинство) або, ще рідше, до Федеральних зборів (ст. 79 федерального закону про адміністративне судочинство).
Федеральні судді обираються Федеральними зборами з урахуванням мовного розмаїття країни. Термін їхніх повноважень може бути поновлюваним і становить шість років. В принципі, будь-який громадянин країни може стати федеральним суддею без вимоги до юридичної освіти. Однак на практиці перевага надається особам з юридичними знаннями, і забезпечується представництво основних політичних сил.
За згодою Федерального парламенту кантони можуть передавати розгляд спорів у галузі адміністративного права кантонів до юрисдикції Федерального Верховного суду.
Конфедерація має суди, що мають юрисдикцію щодо спорів, що виникають з її адміністрацій або стосуються надкантональних питань: Федеральний кримінальний суд (ФКС), який засідає в Беллінцоні, розглядає федеральні злочини або тяжкі злочини. З 1 січня 2007 року Федеральний адміністративний суд (ФАС) зі штаб-квартирою в Санкт-Галлені працює з тимчасового приміщення в кантоні Берн. Створений, як і Федеральна комісія зі зв'язків з громадськістю, для полегшення тягаря для Федерального верховного суду, він виносить рішення в першій інстанції за апеляціями на рішення федеральної адміністрації. Це призвело до скасування численних апеляційних комітетів, які раніше виносили рішення в першій інстанції.
Федеральний верховний суд, що знаходиться в Лозанні, має різні підрозділи. До 31 грудня 2006 року питаннями соціального страхування займався Федеральний страховий суд (Суд соціального страхування Федерального верховного суду) зі штаб-квартирою в Люцерні. З 1 січня 2007 року Федеральний страховий суд більш повно інтегрований до складу Федерального верховного суду, який тепер також є останньою інстанцією у Швейцарії з питань соціального страхування. Суди, що мають юрисдикцію щодо законодавства соціального страхування, продовжують засідати в Люцерні. Федеральний верховний суд має два типи апеляцій: звичайна апеляція є звичайним шляхом оскарження кантональних рішень останньої інстанції. Додаткова конституційна апеляція, яка дозволяє стверджувати лише про порушення основних прав, доступна лише тоді, коли звичайна апеляція неможлива: таким чином вона гарантує учаснику справи доступ до федеральних судів.
Політичний режим
У Швейцарії переважає ліберально-демократичний режим, головним принципом якого є свобода громадянина, і головна мета демократії — захист цієї свободи від надмірного втручання держави.
Найважливішими установами демократії є референдум і виборча система, через них здійснюється прямий зв'язок між громадянським суспільством і державою.
Ліберально-демократичні режими перебувають у постійній зміні, їм властиві плюралізм партійної системи і вільна гра політичних сил, що призводить до нестабільності виконавчої влади (уряду) і частих парламентських виборів[джерело?].
Виборча система
Пропорційна система, яка використовується у Швейцарії, допускає розподіл мандатів пропорційно голосам, отриманим партіями або виборчими коаліціями. Голосування відбувається за партійні списки, при цьому визначається так званий «виборчий метр» — найменше число голосів, необхідне для обрання одного депутата[джерело?].

### Політичні партії
Конституція особливо нічого не говорить про партійну систему і статус політичних партій. Є лише одна ст. 137, у якій наведено функціональну характеристику політичних партій: «політичні партії сприяють формуванню суспільної думки і народної волі», однак у політичному житті країни вони відіграють важливу роль. У Швейцарії традиційно існує багатопартійна система.
Християнсько-демократична партія — ХДПШ (Christlich-demokratische Partei der Schweiz; Parti democrate-chretien suisse). Заснована у 1881 році. Сформувалась у 1912 році. До грудня 1970 року називалася Консервативною християнсько-соціальною народною партією Швейцарії. Налічує 60 тис. членів. Видає газету «Фатерланд» (Vaterland).
Швейцарські демократи — ДШ (Schweizer Demokraten — SD; Democrates suisses — DS). Партія налічує близько 6 тис. членів.
Євангелістська народна партія — ЄП (Evangelische Volkspartei der Schweiz; Parti evangelique suisse; Protestant People's Party). Заснована у 1919 році.
Партія «зелених» Швейцарії — ПЗШ (Grune Partei der Schweiz — GPS). У французьких кантонах має назву Швейцарська екологічна партія. Заснована у березні 1983 року. До травня 1986 року називалась Федерацією екологічних партій Швейцарії. Налічує близько 1,5 тис. членів.
Радикально-демократична партія Швейцарії — РДПШ (Freisinning-Demokratische Partei der Schweiz — FDS; Parti radical democratique suisse — PRDS). Заснована в 1848 році. Сформувалась у 1919 році. Налічує близько 150 тис. членів. Видає газету «Люцернер тагблат» (Luzerner Tagblatt).
Соціал-демократична партія Швейцарії — СДПШ (Sozial-demokratische Partei der Schweiz — SDPS), французькою мовою називається Соціалістичною партією Швейцарії (Parti socialiste suisse — PSS). Заснована в 1888 році. Налічує 39 тис. членів. Входить до Соціалістичного інтернаціоналу.
Тічинська ліга — ТЛ (Lega dei Ticinesi — LT; Union of Ticino — UT).
Федеральний демократичний союз — ФДС.
Швейцарська ліберальна партія — ШЛП (Parti liberal suisse; Liberale Partei der Schweiz). Заснована 1913 року. До березня 1977 року називалася Ліберально-демократичним союзом Швейцарії. Налічує близько 100 тис. членів.
Швейцарська народна партія — ШНП (Schweizerische Volkspartei), французькою мовою називається Демократичним союзом центру — ДСЦ (Union democratique du centre — UDC). Створена у вересні 1971 року на основі об'єднання Швейцарської партії селян, ремісників та бюргерів (заснована у 1919 році) і Демократичної партії Швейцарії (заснована у 1941 році). Налічує близько 50 тис. членів.

### Профспілкові об'єднання
Об'єднання швейцарських профспілок — ОШП (Schweizerischer Gewerkschaftsbund; Union syndicale suisse — USS). Створене в 1880 році. Об'єднує 15 галузевих профспілок, які налічують 395 тис. членів. Входить до Міжнародної конфедерації вільних профспілок (МКВП) і Європейської конфедерації профспілок (ЄКП).

## Адміністративний устрій

### Кантони і громади
23 кантони або 20 кантонів і 6 напівкантонів. (Кожний з трьох кантонів: Аппенцелль, Базель, Унтервальден поділяється на 2 напівкантони).
Деякі кантони складаються практично з одного міста (наприклад Женева), на території інших  — суцільні гори й долини (як в Урі). Деякі — не більше бразильської ферми, наприклад міський Базель (площа — 37 км²), у ньому, однак, чисельність населення (187,7 тис. осіб) вища, ніж у найбільшому кантоні Граубюнден, де на території 7105 км² проживає 186,7 тис. осіб. У кантоні Цюрих — 1,2 млн жителів, а населення напівкантону Аппенцелля-Іннерродена (15 тис. осіб) ледь заповнить футбольний стадіон.
Є молоді й старі кантони. Наймолодший — Юра, який у 1978 році відокремився від кантону Берн.
| Герб                                   | Кантон                   | Столиця                   | Населення | Офіційні мови                    |
| -------------------------------------- | ------------------------ | ------------------------- | --------- | -------------------------------- |
| Coat of arms of Zürich                 | Цюрих                    | Цюрих                     | 1 487 969 | Німецька                         |
| Coat of arms of Bern                   | Берн                     | Берн                      | 1 026 513 | Німецька, французька             |
| Coat of arms of Luzern                 | Люцерн                   | Люцерн                    | 403 397   | Німецька                         |
| Coat of arms of Uri                    | Урі                      | Альтдорф                  | 36 145    | Німецька                         |
| Coat of arms of Schwyz                 | Швіц                     | Швіц                      | 155 863   | Німецька                         |
| Coat of arms of Obwalden               | Обвальден                | Зарнен                    | 37 378    | Німецька                         |
| Coat of arms of Nidwalden              | Нідвальден               | Штанс                     | 42 556    | Німецька                         |
| Coat of arms of Glarus                 | Гларус                   | Гларус                    | 40 147    | Німецька                         |
| Coat of arms of Zug                    | Цуг                      | Цуг                       | 123 948   | німецька                         |
| Coat of arms of Fribourg               | Фрібур                   | Фрібур                    | 311 914   | Французька, Німецька             |
| Coat of arms of Solothurn              | Золотурн                 | Золотурн                  | 269 441   | Німецька                         |
| Coat of arms of Basel-City             | Базель-Штадт             | Базель                    | 198 249   | Німецька                         |
| Coat of arms of Basel-Country          | Базель-Ланд              | Лісталь                   | 286 848   | Німецька                         |
| Coat of arms of Schaffhausen           | Шаффгаузен               | Шаффгаузен                | 80 769    | Німецька                         |
| Coat of arms of Appenzell Ausserrhoden | Аппенцелль — Ауссерроден | Герізау                   | 54 954    | Німецька                         |
| Coat of arms of Appenzell Innerrhoden  | Аппенцелль — Іннерроден  | Аппенцелль                | 16 003    | Німецька                         |
| Coat of arms of St. Gallen             | Санкт-Галлен             | Санкт-Галлен              | 502 552   | Німецька                         |
| Coat of arms of Graubünden             | Граубюнден               | Кур                       | 197 550   | Німецька, романшська, італійська |
| Coat of arms of Aargau                 | Ааргау                   | Аарау                     | 663 462   | Німецька                         |
| Coat of arms of Thurgau                | Тургау                   | Фрауенфельд / Вайнфельден | 270 709   | Німецька                         |
| Coat of arms of Ticino                 | Тічино                   | Беллінцона                | 354 375   | Італійська                       |
| Coat of arms of Vaud                   | Во                       | Лозанна                   | 784 822   | Французька                       |
| Coat of arms of Valais                 | Вале                     | Сьйон                     | 339 176   | Французька, німецька             |
| Coat of arms of Neuchâtel              | Невшатель                | Невшатель                 | 178 567   | Французька                       |
| Coat of arms of Geneva                 | Женева                   | Женева                    | 489 524   | Французька                       |
| Coat of arms of Jura                   | Юра                      | Делемон                   | 73 122    | Французька                       |

У кожному кантоні своя конституція, свій уряд, свій парламент, свій суд, свої закони, що, природно, не повинні суперечити федеральним. Адміністративна автономія і законодавчі повноваження дуже значні. До прикладу, в кожному кантоні — та навіть у кожній громаді — своя поліція і право самостійно визначати розмір податків.
Кантони поділяються на громади. Швейцарець у першу чергу — член громади, потім — громадянин кантону, і вже потім громадянин Швейцарії. У країні нараховується понад 3000 громад. У певних громадах більше жителів, ніж у деяких кантонах, в інших — не більше ста. Громади також мають свою автономію: її члени, наприклад, вирішують, де прокладати нову вулицю або чи приймати на роботу нового вчителя.

### Столиця

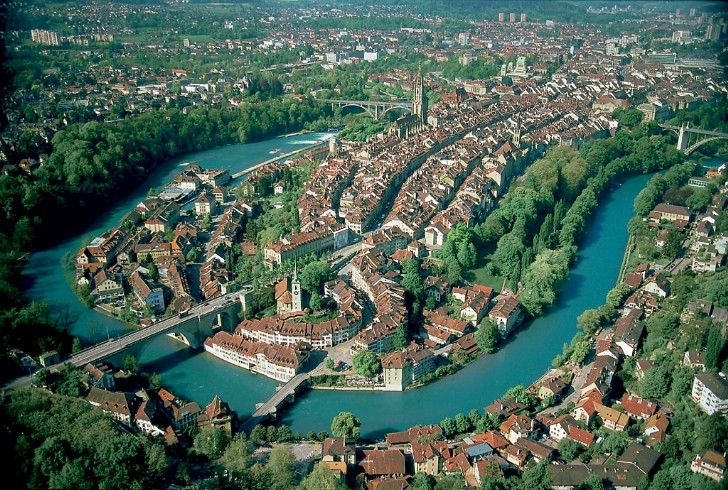
Берн

Столиця — Берн (кількість населення — 128 тис. осіб). Швейцарці офіційно називають Берн не столицею, а «федеральним містом», підкреслюючи при цьому рівноправність головних міст усіх кантонів. Берн заснований у 1191 році. Назва міста походить від німецького слова «Bar» — ведмідь. Ведмідь присутній на прапорі і гербі міста, у скульптурних композиціях фонтанів і соборів, назвах ресторанів і готелів. Берн також є адміністративним центром кантону Берн.

### Найбільші міста
(Кількість населення станом на 2000 рік).
- Цюрих (нім. Zürich) — 337,9 тис. осіб (28,7 % іноземців).
- Женева (фр. Genève) — 175,0 тис. осіб (43,8 % іноземців).
- Базель (нім. Basel) — 166,0 тис. осіб (29,1 % іноземців).
- Берн (нім. Bern) — 122,5 тис. осіб (22,0 % іноземців).
- Лозанна (фр. Lausanne) — 114,9 тис. осіб (35,3 % іноземців).

## Швейцарія і міжнародні організації
Швейцарія є членом Європейської асоціації вільної торгівлі (ЄАВТ), Світової організації торгівлі (СОТ), Міжнародного валютного фонду (МВФ), Світового банку, Міжнародного банку реконструкції і розвитку (МБРР), Організації з безпеки і співробітництва в Європі (ОБСЄ) та Організації економічної співпраці й розвитку (ОЕСР), Ради Європи (РЄ), Європейського космічного агентства (ЄКА), МФКК.

### Швейцарія йООН

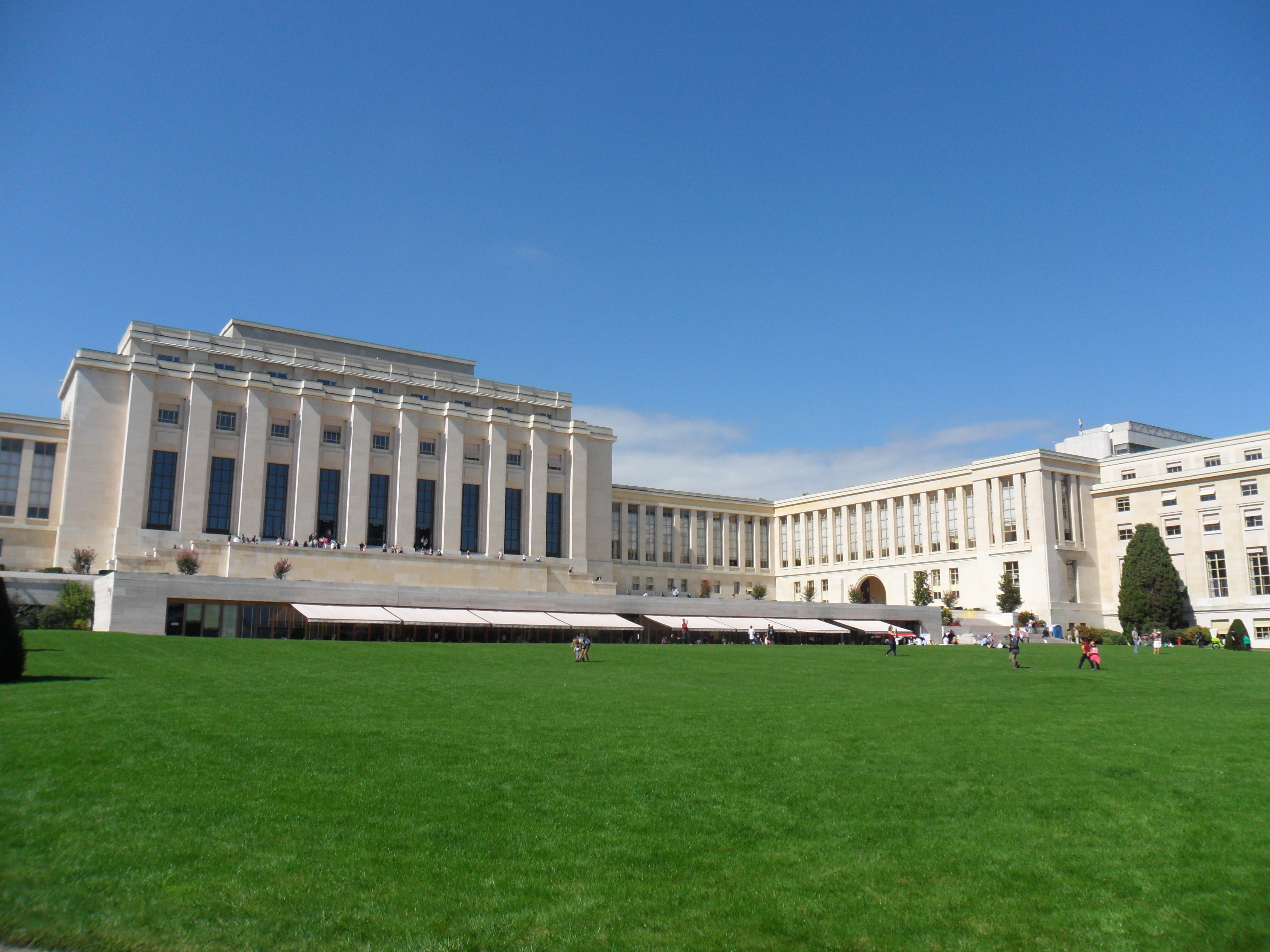
У Женеві розташована штаб-квартира ООН

3 березня 2002 року у Швейцарії відбувся референдум щодо її вступу до ООН. «Так» членству країни в ООН сказали 54,6 відсотка учасників референдуму, ідея членства також здобула підтримку більшості виборців у 12 з 23 кантонів.
Таким чином, винесене на референдум і схвалене так званою «подвійною більшістю» (населенням в цілому і окремо — жителями більшості кантонів) питання про приєднання Швейцарії до ООН вирішено позитивно. А це, відповідно до Конституції Конфедерації, дозволяє уряду розпочати офіційне оформлення вступу країни до Організації Об'єднаних Націй. Таким чином, багатовіковий традиційний нейтралітет Швейцарії іде в минуле. За 16 років, що минули після попереднього подібного референдуму, настрої у швейцарському суспільстві дуже змінилися. За членство в ООН нині виступають уряд, більшість депутатів парламенту і три з чотирьох партій правлячої коаліції: соціал-демократи, радикальні демократи і християнські демократи.
На всіх попередніх референдумах швейцарці відхиляли таку пропозицію, оскільки вважали, що членство навіть у цій шанованій організації може загрожувати традиційному нейтралітету країни. Під час останнього волевиявлення, у 1986 році, 75 відсотків швейцарців відхилили пропозицію членства своєї країни в ООН. Десятками років тривала дивна ситуація — Швейцарія була «європейською домівкою» ООН, але сама не належала до цієї організації.
Швейцарія була прийнята в ООН у вересні 2002 року на черговій 57-й сесії Генеральної Асамблеї і, таким чином, стала 190-м повноправним членом Об'єднаних націй, а єдиною визнаною країною світу, яка не входить до ООН, залишається Ватикан.

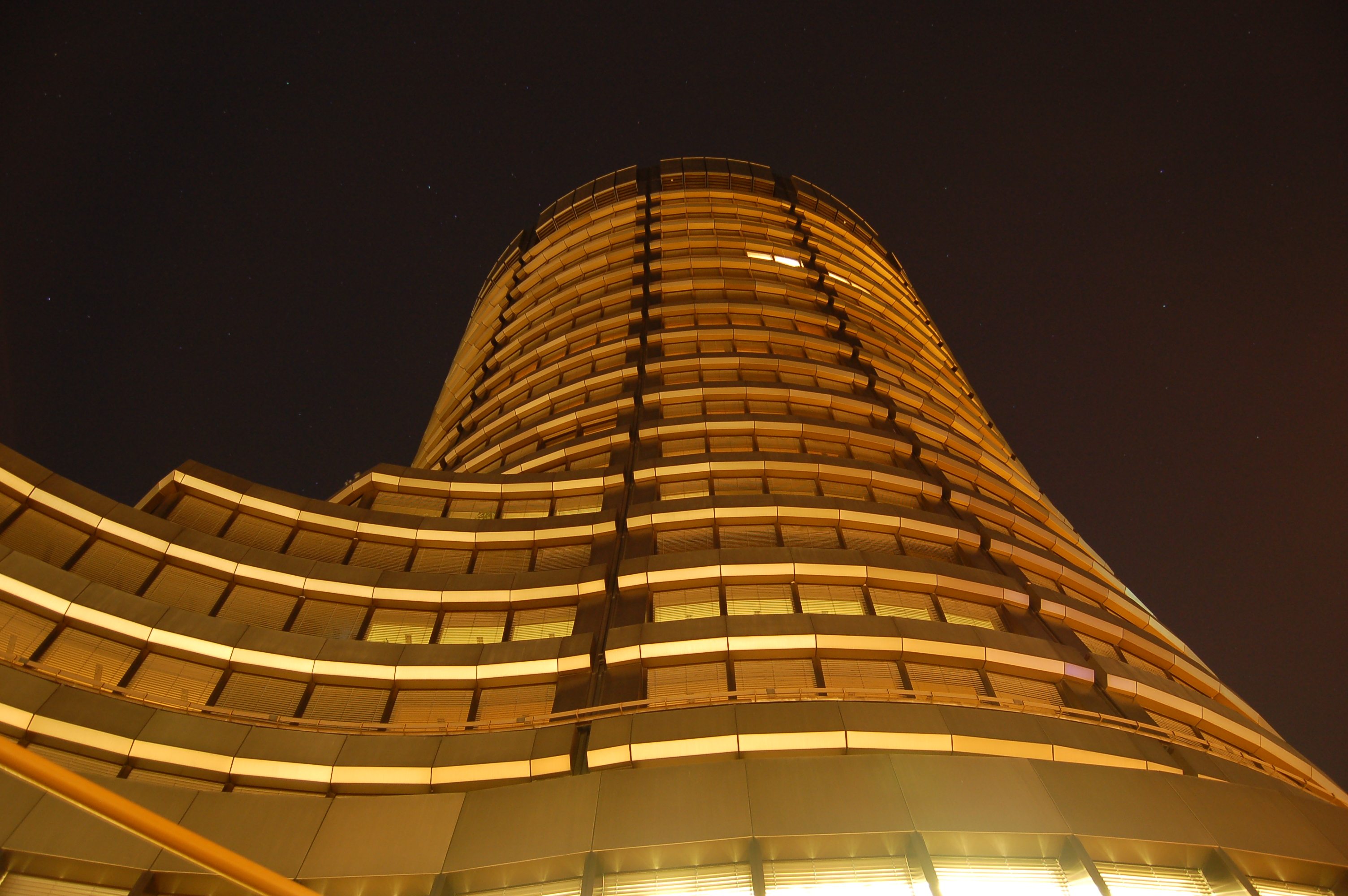
Всесвітня штаб-квартира Банку міжнародних розрахунків у Базелі

### Швейцарія як міжнародний центр
У Женеві розташовані штаб-квартири Світової організації торгівлі, Міжнародної організації праці, Всесвітньої організації охорони здоров'я, Міжнародної спілки електрозв'язку, Всесвітньої метеорологічної організації, Європейської мовної спілки та Європейське відділення ООН і Управління Верховного комісара ООН у справах біженців. Женева є домівкою Женевського інституту відносин та розвитку, чиє розташування серед розмаїття міжнародних організацій робить цю установу особливо привабливим місцем для навчання. У Берні, столиці країни, розмістився Всесвітній поштовий союз, у Лозанні — Міжнародний олімпійський комітет. Інші організації, які мають основну резиденцію у Швейцарії, — Всесвітня рада церков і Міжнародний Червоний Хрест, заснований швейцарцем Анрі Дюнаном, а також Банк міжнародних розрахунків.

## Економіка

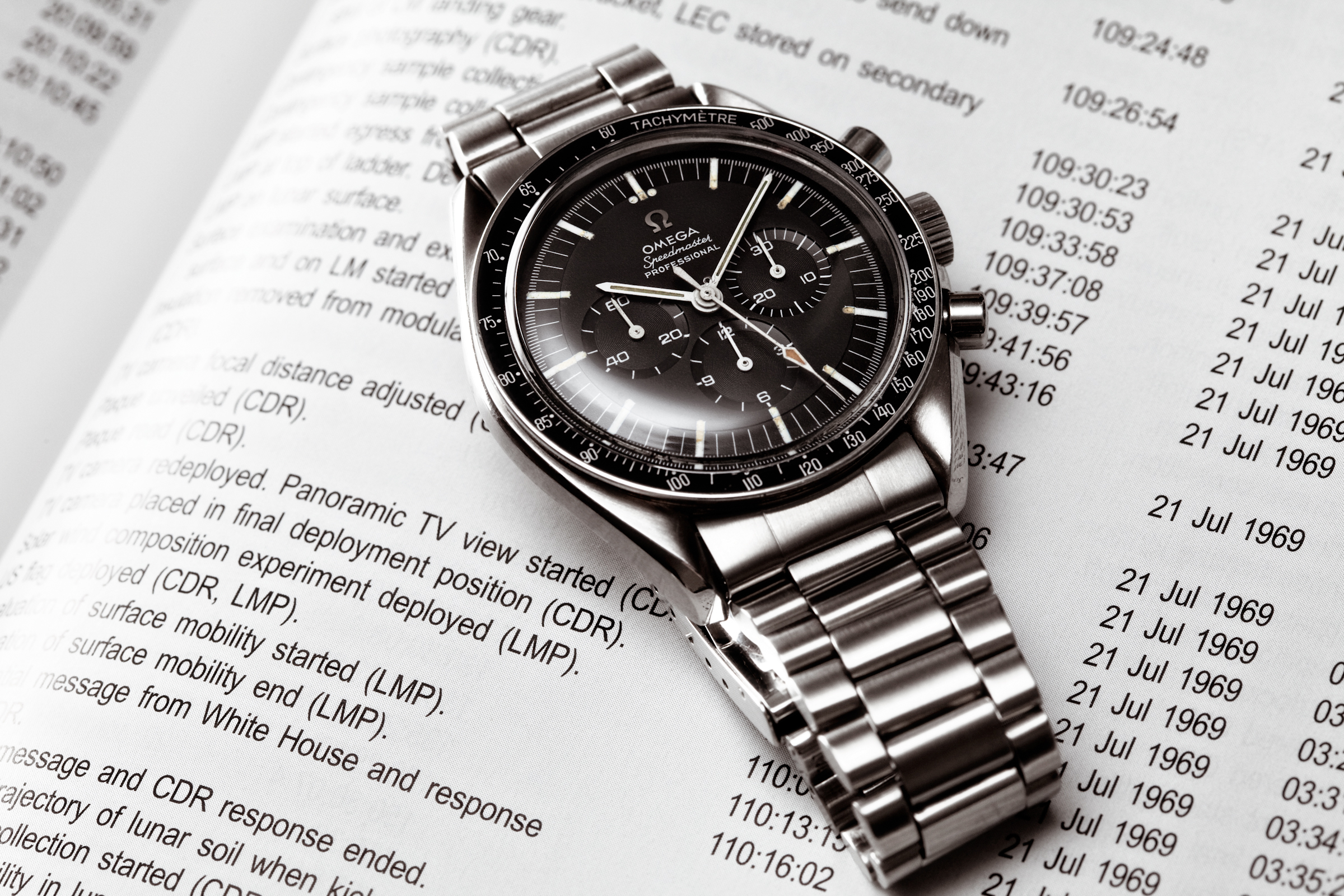
Годинник Omega SA

Швейцарія є одною з найрозвиненіших і найбагатших країн світу. Швейцарія — високорозвинута індустріальна країна з інтенсивним високопродуктивним сільським господарством і майже повною відсутністю будь-яких корисних копалин. За підрахунками західних економістів, вона входить у першу десятку країн світу за рівнем конкурентоспроможності економіки. Швейцарська економіка тісно пов'язана із зовнішнім світом, перш за все з країнами ЄС, тисячами ниток виробничої кооперації і зовнішньоторговельних операцій. Близько 80—85 % товарообігу Швейцарії припадає на держави ЄС. Через Швейцарію транзитом проходить понад 50 % всіх вантажів з північної частини Західної Європи на південь і у зворотному напрямку. Після помітного зростання в 1998—2000 рр. економіка країни вступила в смугу спаду. У 2002 р. ВВП зріс на 0,5 % і становив 417 млрд шв. фр. Інфляція була на відмітці 0,6 %. Рівень безробіття досяг 3,3 %. У економіці зайнято близько 4 млн чоловік (57 % населення), з них: у промисловості — 25,8 %, зокрема в машинобудуванні — 2,7 %, у хімічній промисловості — 1,7 %, у сільському і лісовому господарстві — 4,1 %, у сфері послуг — 70,1 %, зокрема в торгівлі — 16,4 %, у банківській і страховій справі — 5,5 %, у готельно-ресторанному бізнесі — 6,0 %. Політика нейтралітету дозволила уникнути розрухи двох світових воєн.

### Фінанси

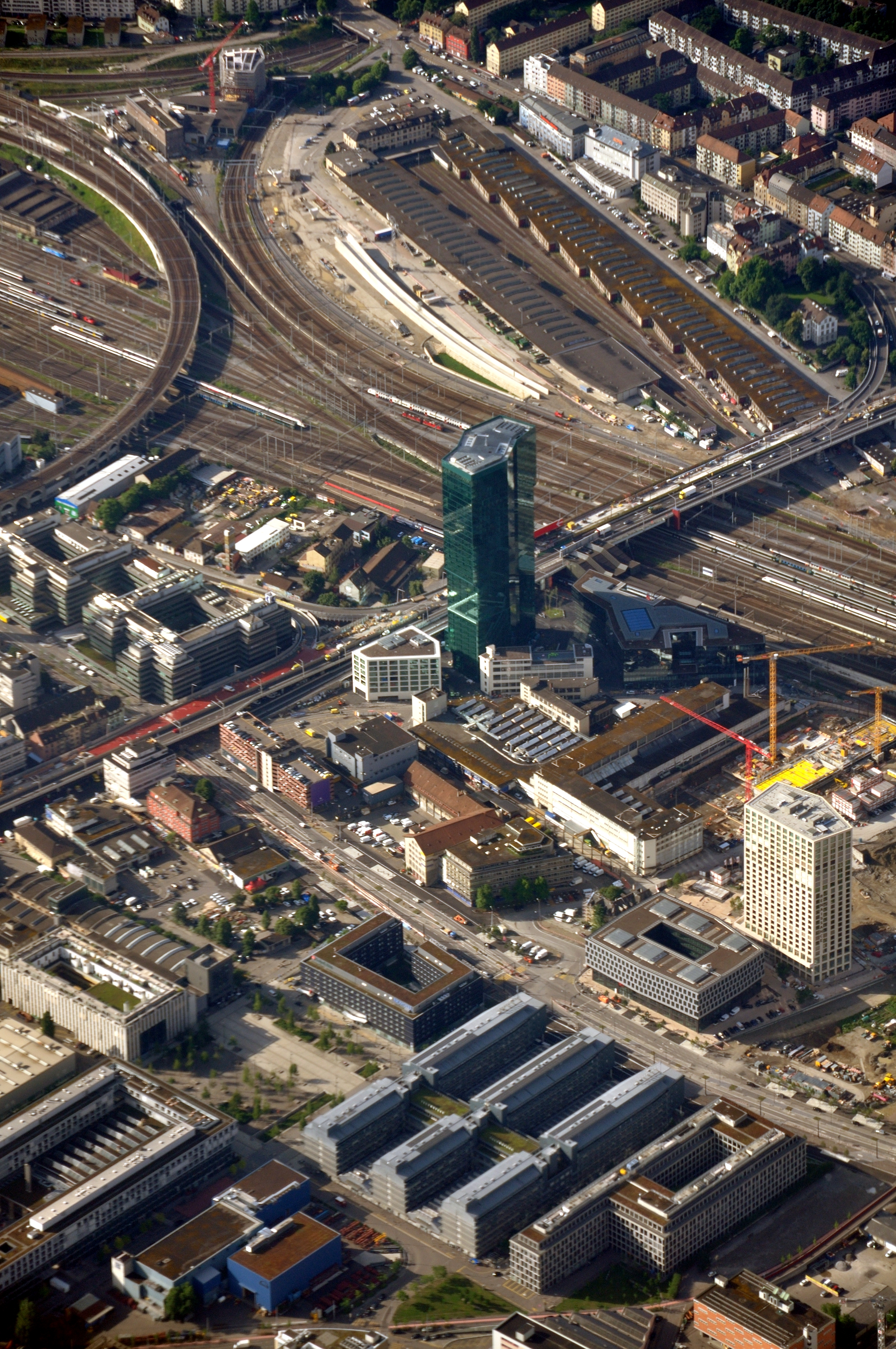
Цюрих

Швейцарія — один з найважливіших банківських і фінансових центрів світу (Цюрих — третій після Нью-Йорка і Лондона світовий валютний ринок). У країні функціонує близько 4 тис. фінансових інститутів, зокрема безліч філій іноземних банків. На швейцарські банки припадає 35-40 % світового управління власністю і майном приватних і юридичних осіб. Вони користуються доброю репутацією у клієнтів завдяки стабільній внутрішньополітичній обстановці, твердій швейцарській валюті, дотриманню принципу «банківської таємниці». Швейцарія, яка є великим експортером капіталу, займає четверте місце у світі після США, Японії, ФРН. Прямі інвестиції за кордоном становлять 29 % швейцарського ВВП (середній показник у світі — близько 8 %). 75 % усіх швейцарських інвестицій прямує в промислово розвинені країни. Серед країн, що розвиваються, найбільше привертають швейцарські капітали Латинська Америка і Південно-Східна Азія. Частка Східної Європи в загальному об'ємі інвестицій поки що незначна.
1 квітня 1998 р. у Швейцарії набрав чинності федеральний закон про боротьбу з «відмиванням» грошей у фінансовому секторі, що дозволив дещо піднести завісу банківської таємниці з метою виявлення «брудних» грошей.
Грошова одиниця. 1 швейцарський франк, дорівнює 100 рапенам (сантимам).

### Добувна галузь
У Швейцарії мало корисних копалин, окрім хіба що солі, що видобувалася в минулі сторіччя в долинах річок Рона і Рейн.

### Промисловість
У промисловості домінують великі об'єднання транснаціонального характеру, що, як правило, успішно витримують конкуренцію на світовому ринку і посідають провідні позиції: концерни «Nestlé» (харчові продукти, фармацевтичні й косметичні вироби, дитяче харчування), «Novartis» і «Hoffmann-La Roche» (хіміко-фармацевтична продукція), «Alusuisse» (алюміній), шведсько-швейцарський концерн ABB — «Asea Brown Boveri» (електротехніка і турбінобудування). Швейцарію часто асоціюють з годинниковою фабрикою світу. Спираючись на старі традиції і високу технічну культуру, тут виробляють годинники найпрестижніших марок. Досить відомою є компанія Arctic Cooling — виробник систем охолодження для апаратного забезпечення комп'ютерів.

### Енергетика
Близько 37 % електроенергії в Швейцарії виробляється на АЕС, 50 % на ГЕС, решта 13 % на ТЕС з нафти, що імпортується. Більшість ГЕС знаходиться в Альпах, де створено понад 40 штучних озер — водосховищ. За ініціативою «зелених» будівництво нових АЕС тимчасово припинено, проте в перспективі Швейцарія не збирається згортати програму атомної енергетики.
З 1998 року розвивається ініціатива Спільнота 2000 ват, яку запропонувала Федеральна вища технічна школа Цюриха задля оптимізації використання енергії споживачами.

### Транспорт

Автобани та інші автошляхи Швейцарії

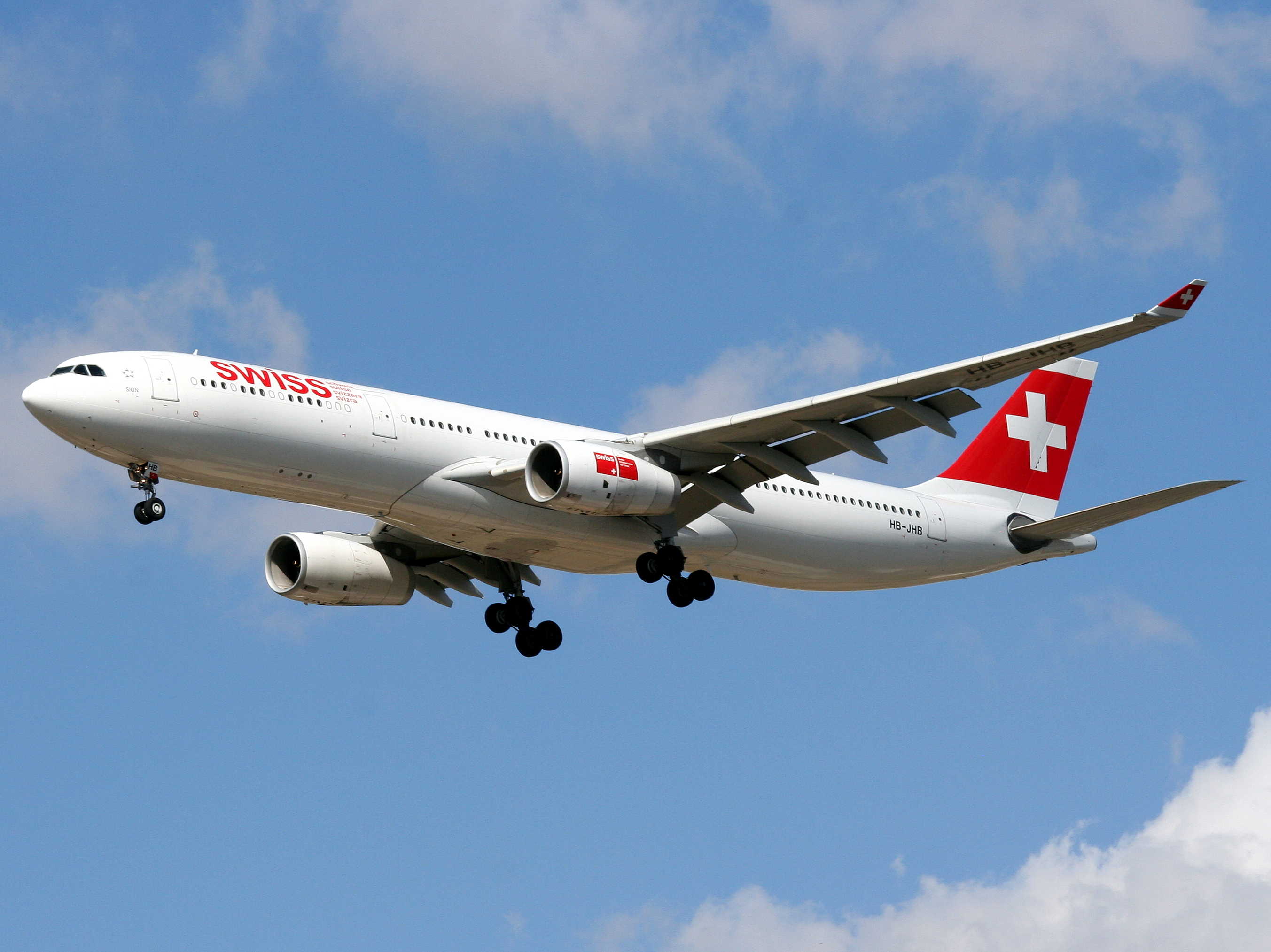
Аеробус Swiss International Air Lines

Основні міжнародні аеропорти — Цюрих, Женева, Базель.

### Сільське господарство
Сільське господарство має яскраво виражену тваринницьку спрямованість (переважно виробництво м'ясо-молочної продукції), відрізняється високою врожайністю і продуктивністю праці. Характерне переважання дрібних господарств. Швейцарський сир уже не одне сторіччя добре відомий у багатьох країнах світу. Загалом сільське господарство забезпечує потреби країни в продуктах харчування на 56-57 %.

### Зовнішня торгівля
Швейцарія підтримує зовнішньоторговельні зв'язки практично зі всіма країнами світу. Економіка країни значною мірою залежить від зовнішньої торгівлі — як в імпорті сировини і напівфабрикатів, так і в експорті виробів промисловості (на експорт іде понад 50 % текстильної продукції, близько 70 % машинобудівної, понад 90 % хімічної і фармацевтичної, 98 % годинників). На розвинені індустріальні країни припадає 80 % обороту зовнішньої торгівлі Швейцарії. Основними її партнерами є країни ЄС — понад 3/4 експорту й імпорту. Серед найбільших зовнішньоторговельних партнерів — ФРН, Франція, США, Італія, Велика Британія, країни Бенілюксу.

### Туризм
Швейцарія є традиційною країною туризму, вона утримує в цій сфері міцні позиції в Європі. Наявність розвиненої туристичної інфраструктури, мережі залізниць і автомобільних доріг у поєднанні з мальовничою природою і вигідним географічним розташуванням забезпечує приплив у країну значної кількості туристів, передусім німців, американців, японців, а останніми роками також індійців і китайців.
15 % національного доходу формується за рахунок туризму.

## Демографія

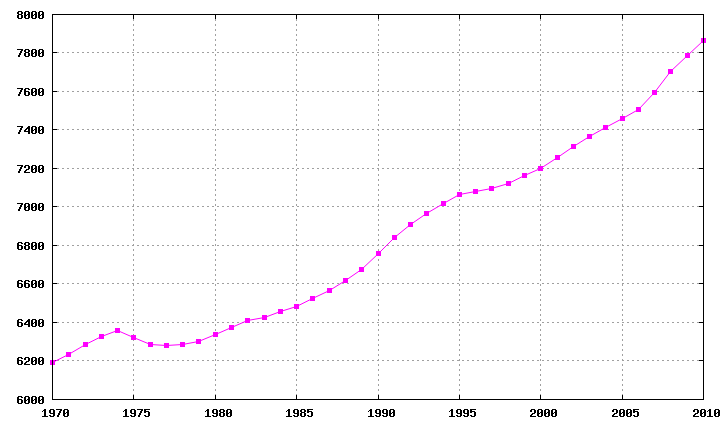
Динаміка чисельності населення Швейцарії з 1970 по 2005 рр. Кількість жителів в тис. чол.

Населення Швейцарії — 7,2 млн осіб, з них 19,8 % іноземців (станом на 2001 рік).
Населення країни складається з етнічних груп, які використовують різні мови (німецьку, французьку, італійську і романшську) і нерідко відрізняються за віросповіданням. Але взаємна терпимість і доброзичливість дозволяють їм жити і працювати в одній країні.
Германо-швейцарці заселяють центральні і східні 15 кантонів країни, за віросповіданням більшість із них — протестанти.
Франко-швейцарці проживають у кантонах Во, Женева, Невшатель, Фрібур, Вале і Берн (у кантоні Берн змішано з германо-швейцарцями), за віросповіданням — протестанти і католики.
Італійці та італо-швейцарці зосереджені у південних кантонах (Тічино та Граубюнден), у деяких районах разом з германо-швейцарцями, за віросповіданням — католики.
Ретороманці (близько 50 тис. осіб) проживають у високогірних районах кантону Граубюнден.
- Річний приріст населення у 2001 році становив 0,27 %.
- Кількість народжених — 10,12 на 1000 осіб.
- Кількість померлих — 8,77 на 1000 осіб.
- Кількість мігрантів — 1,37 на 1000 осіб.

### Мови

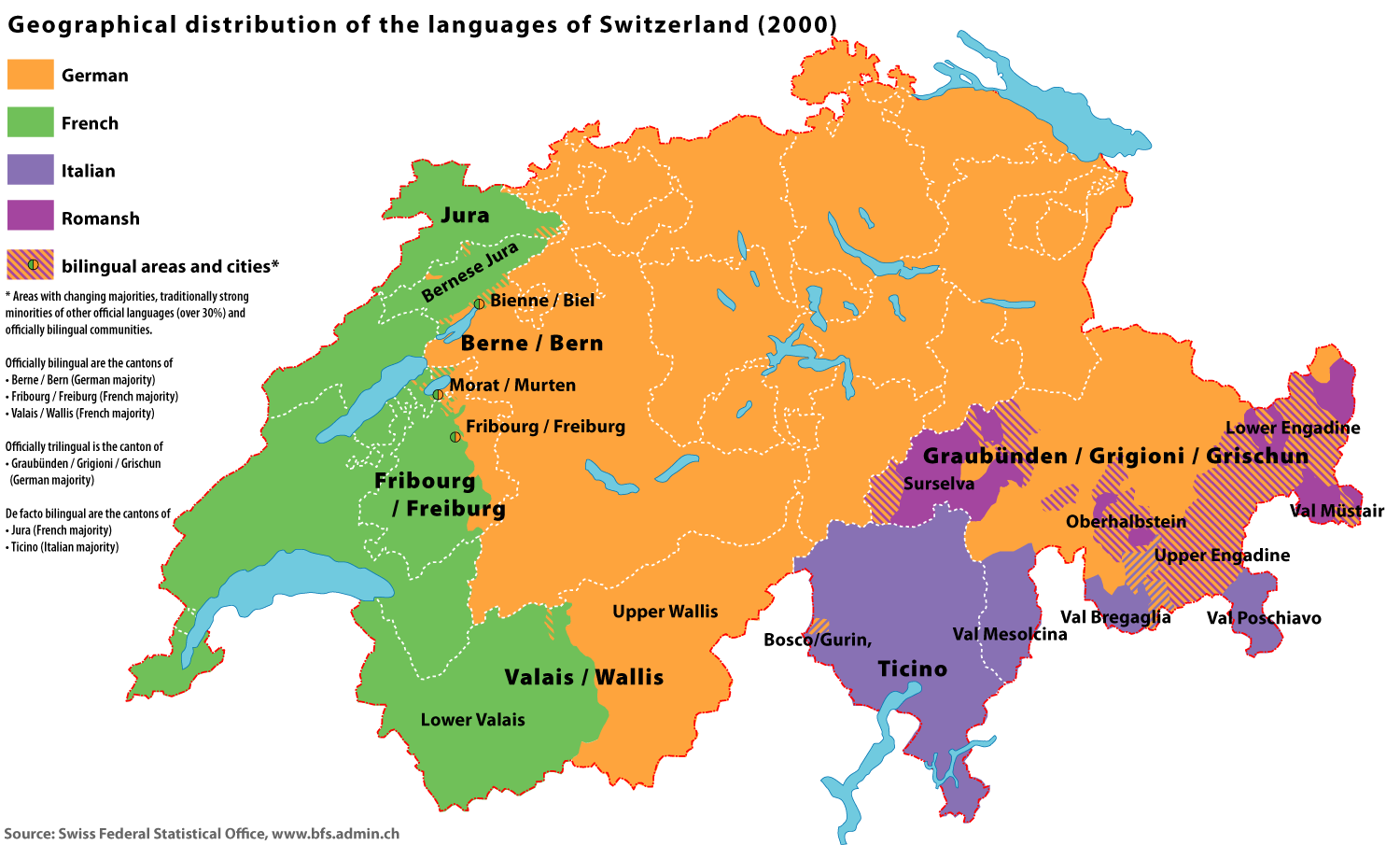
Офіційні мови в різних кантонах Швейцарії

Швейцарія — одна з небагатьох європейських країн, що послідовно підтримують багатомовність.
Офіційні мови Швейцарії — німецька, французька, італійська і романшська (похідна від латинської). 64 % населення вважають своєю рідною мовою німецьку, 19 % — французьку, 8 % — італійську і 1 % — романшську.
Скрізь у Швейцарії поширена англійська мова.
Німецька мова — найпоширеніша. Її місцевим діалектом — алеманським (швіцердюч) — користуються 73 % швейцарських громадян і 64 % населення країни.
Французькою мовою користуються близько 19 % населення, переважно у західних кантонах. У кантонах Берн, Фрібур і Вале розмовляють і німецькою, і французькою.
Італійською розмовляють близько 4 % швейцарських громадян (переважно у кантоні Тічино), а з урахуванням іноземних робітників — 8 % населення країни.
Романшська мова поширена тільки в гірському кантоні Граубюнден.
Пересічний швейцарець володіє своєю рідною мовою, англійською і розуміє ще одну з офіційних мов.

## Культура

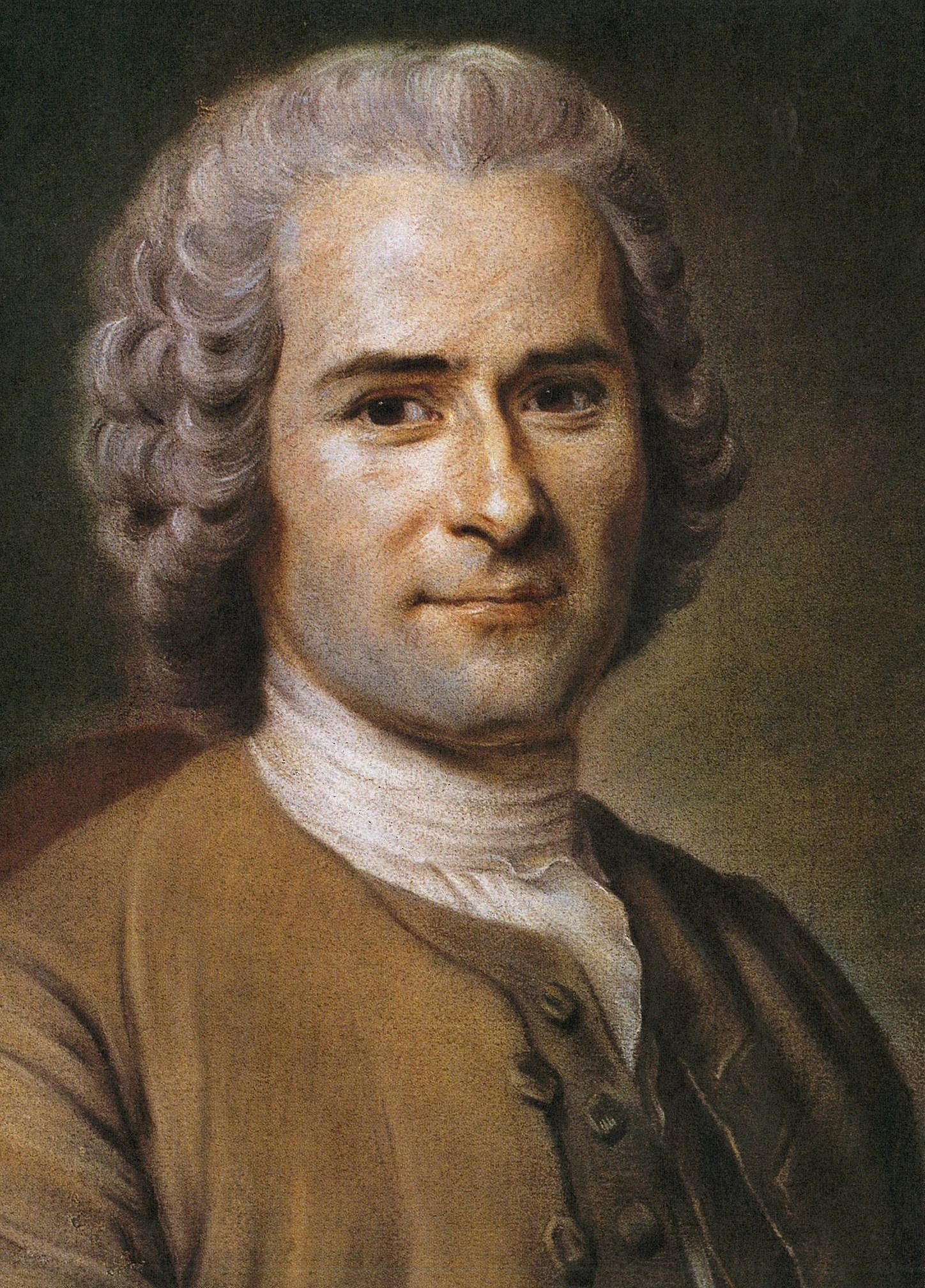
Жан-Жак Руссо

Швейцарія не має багатої художньої спадщини, хоча багато іноземних письменників і художники (наприклад, Вольтер, Байрон, Шеллі, Джеймс Джойс і Чарлі Чаплін) жили у Швейцарії. Навпаки, багато талановитих швейцарців, наприклад, Шарль Ле Корбюзьє, Пауль Клее, Альберто Джакометті і Жан-Люк Годар покинули країну і стали знаменитими за кордоном.
Письменник Герман Гессе, який прийняв швейцарське громадянство — найвідоміший «місцевий» автор. Екземпляр його роману «Сіддхартха» можна було знайти в рюкзаку кожного західного хіпі, що вирушає до Індії. Германо-швейцарський драматург і романіст Макс Фріш був одним з найшанованіших у Європі авторів у 50-ті роки. Його бестселер, виданий у 1957 році, «Гомо фабер», був екранізований у 1991 році Уолком Шлондорфом і вийшов під назвою «Мандрівник». Твори, написані у 18 столітті Руссо, який народився в Женеві, відіграли величезну роль у розвитку демократії, а Карл Юнг, що жив у Цюриху, зробив значний внесок до сучасного психоаналізу.
Народна культура Швейцарії включає спів йодлем, гру на альпійському ріжку та швейцарську боротьбу.
Швейцарія є лінгвістичною сумішшю, що включає три офіційні мови. Німецька (найчастіше це діалект швіцердюч), якою говорять близько 66 % населення, французька, якою розмовляють 18 % населення, та італійська — 10 % населення. Четверта мова — романшська, якою говорить 1 % населення, переважно в кантоні Граубюнден. Остання має латинське коріння і є архаїчною романською мовою, що збереглася в ізольованих від решти світу міжгірських долинах.
У Швейцарії немає особливо розвинених національних традицій у приготуванні страв, натомість швейцарські страви об'єднали в собі найкраще з німецької і французької кухні. Важливу частину в кулінарії швейцарців відіграють сири. Для приготування фондю використовуються сири емменталер і грюєр. Ця страва подається у великій посудині разом з білим вином і маленькими кубиками хліба. Рості (хрустка смажена, дрібно порізана картопля) — національна страва німецької Швейцарії. Часто в меню входить свіжа риба з численних озер, здебільшого щука або форель. Швейцарський шоколад, смачний сам по собі, часто використовується для приготування різних десертів і тортів. Національним напоєм у Швейцарії вважається солодкий газований напій Rivella, вироблений із сироватки.

### Архітектура

Замки Швейцарії
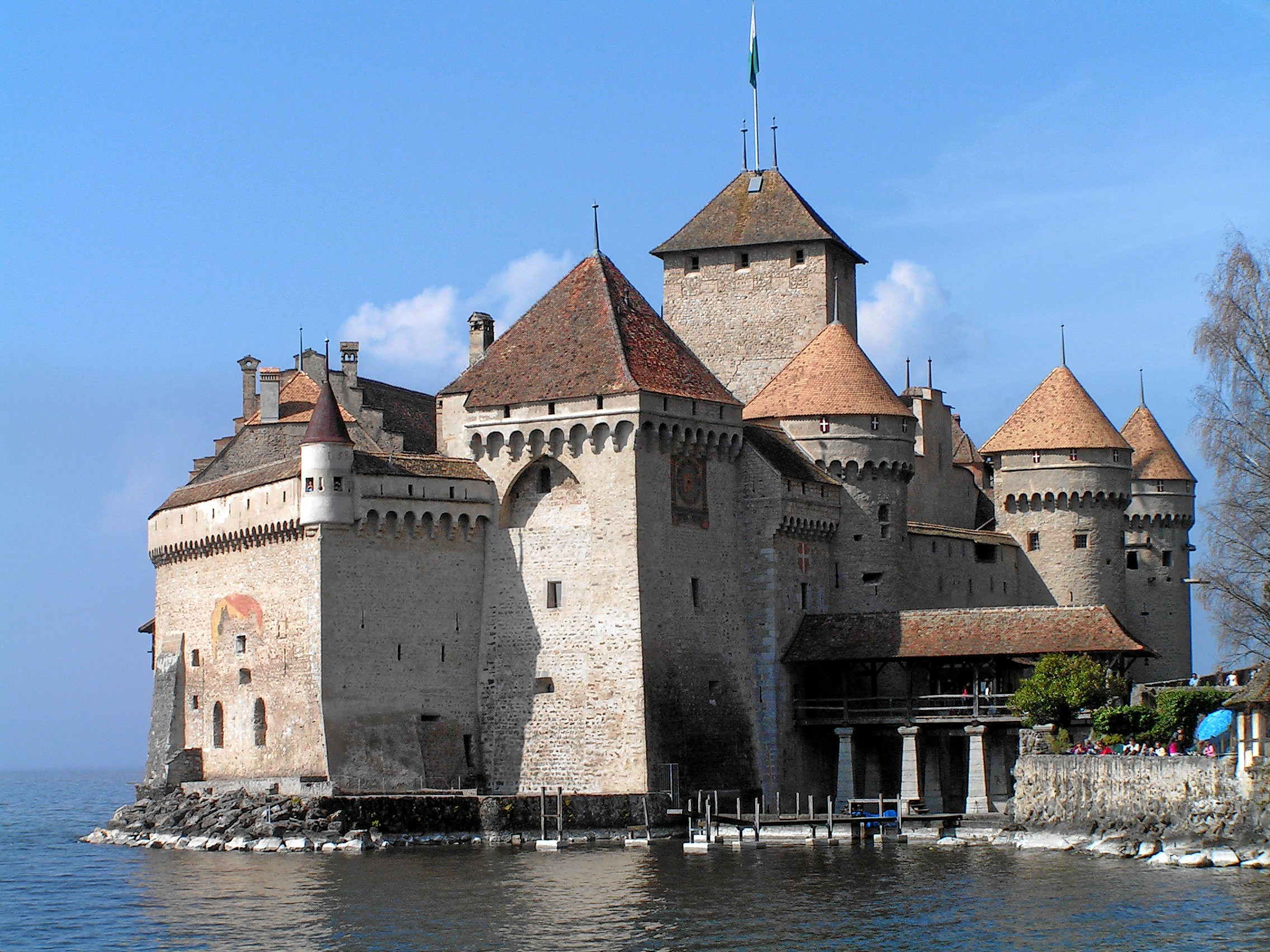
Шийонський замок
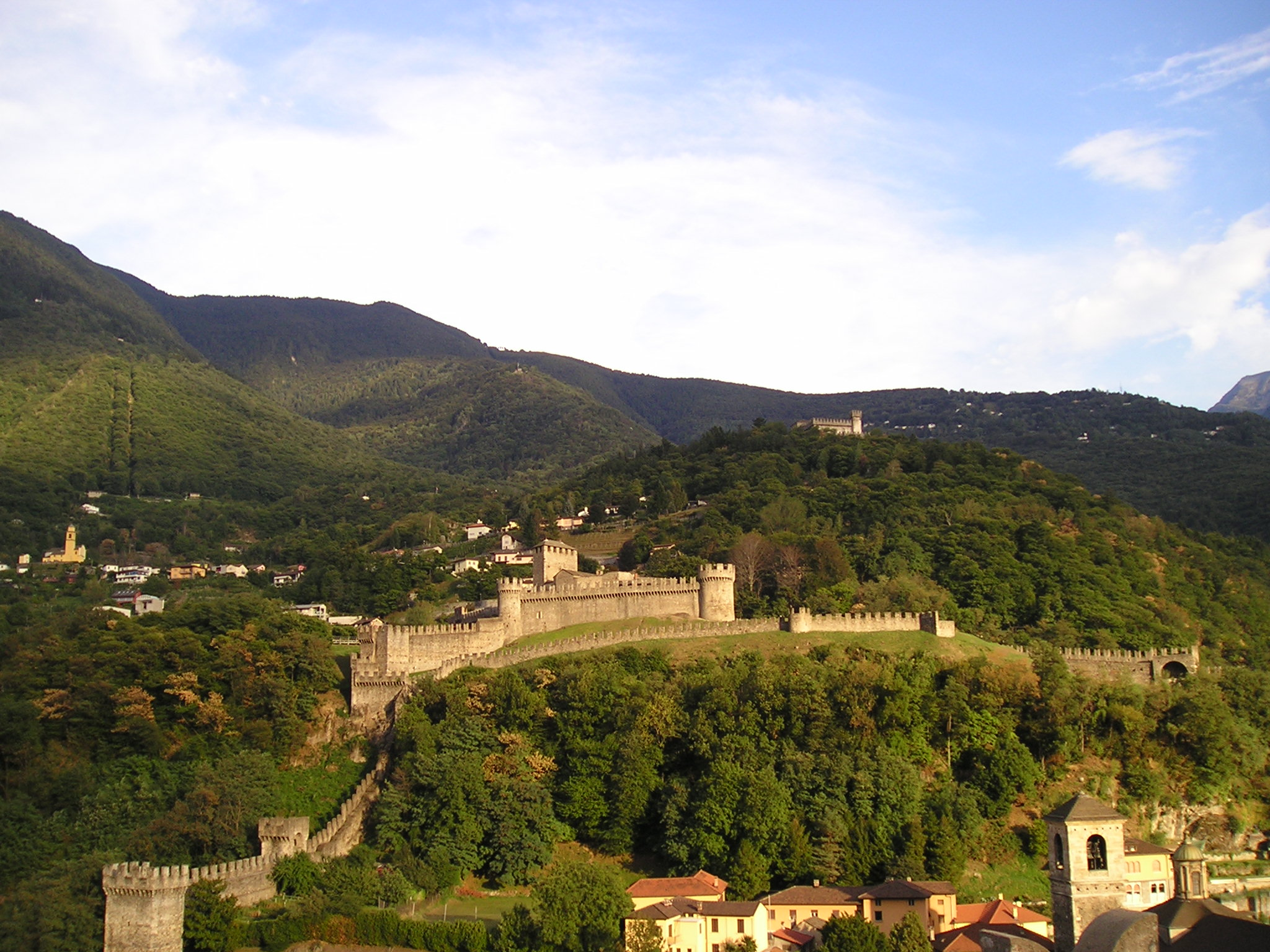
Три замки Беллінцони
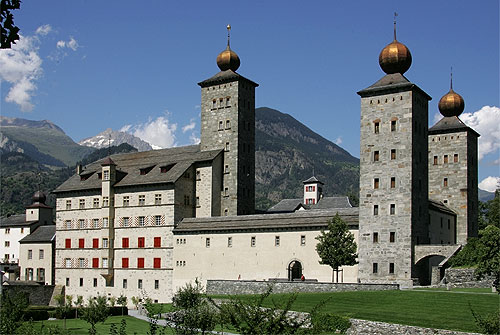
Штокальпер в Бріґу

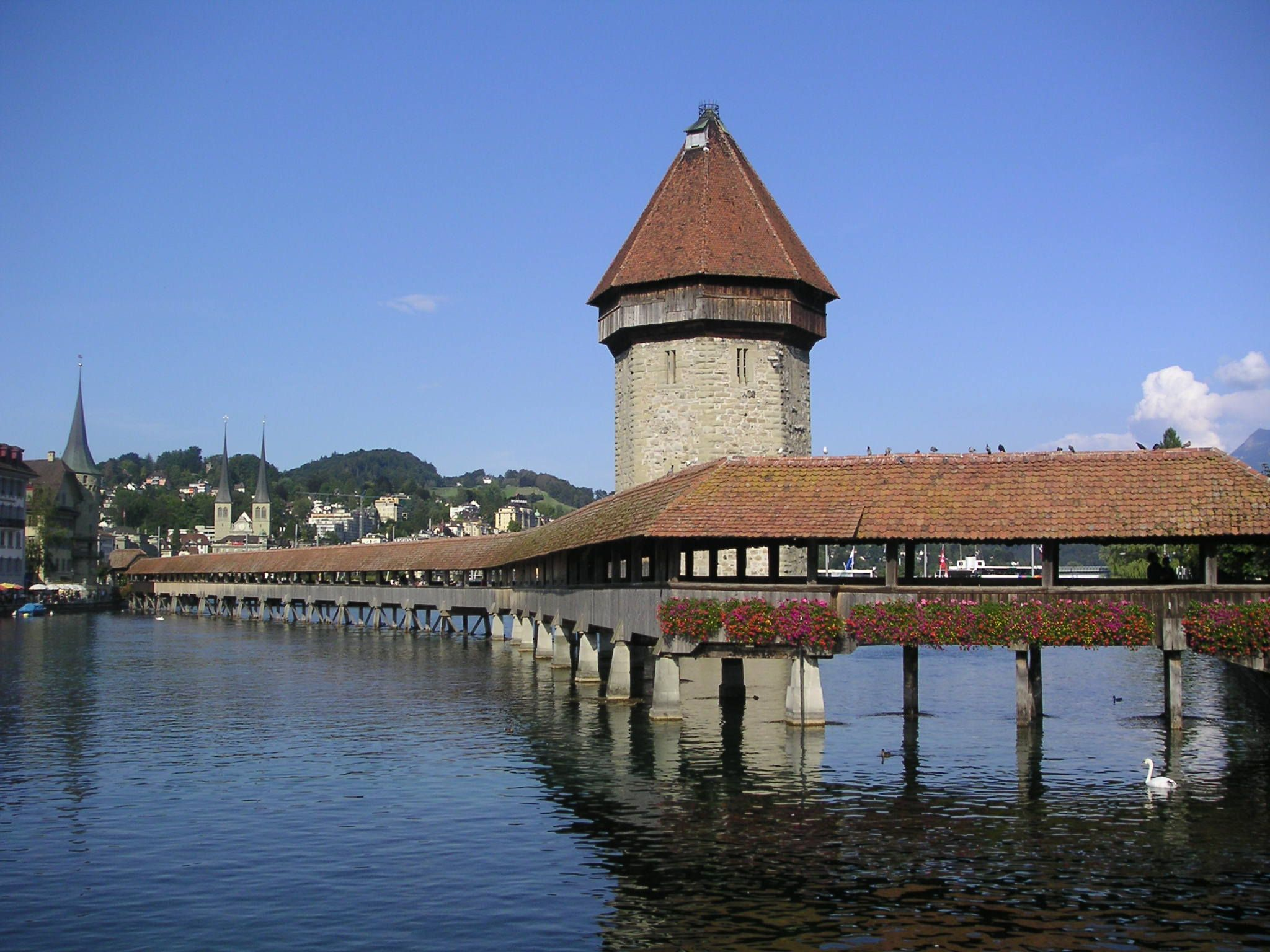
Капелльбрюке в Люцерні
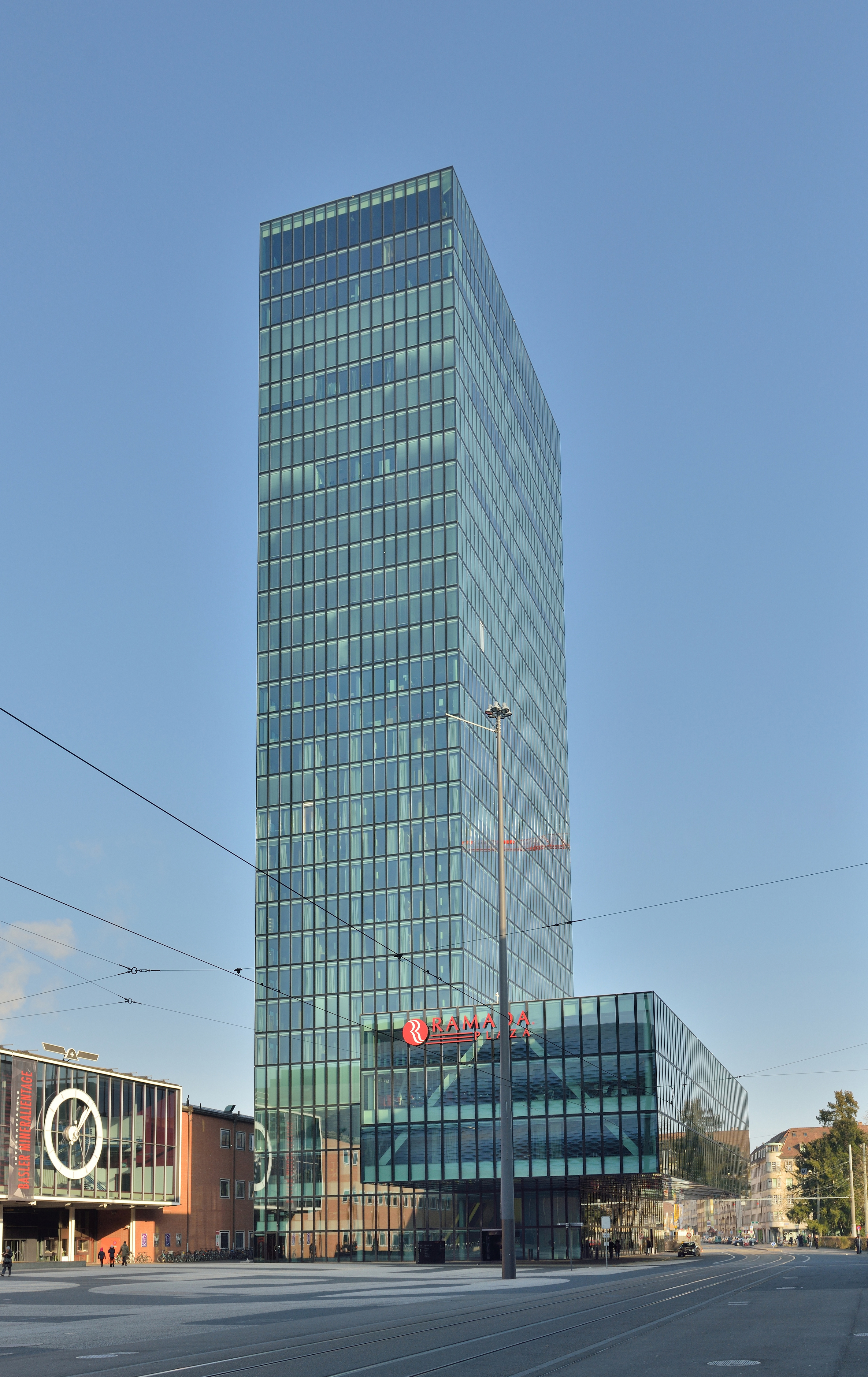
Мессетурм в Базелі
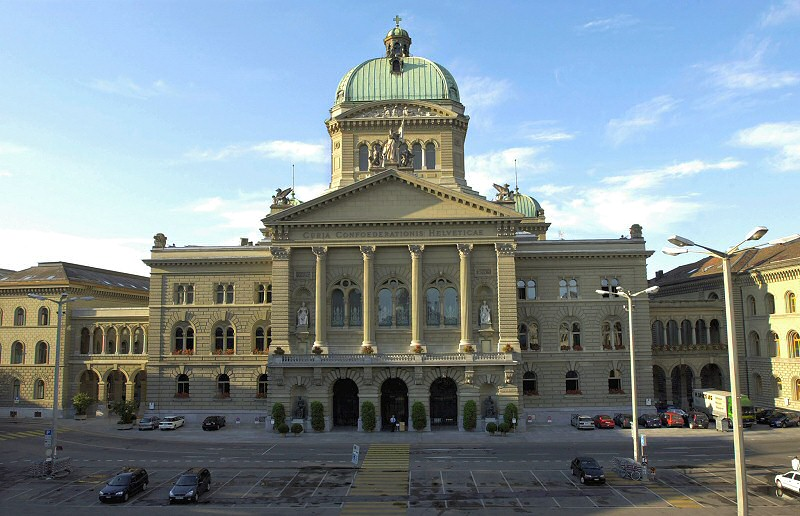
Бундесгаус
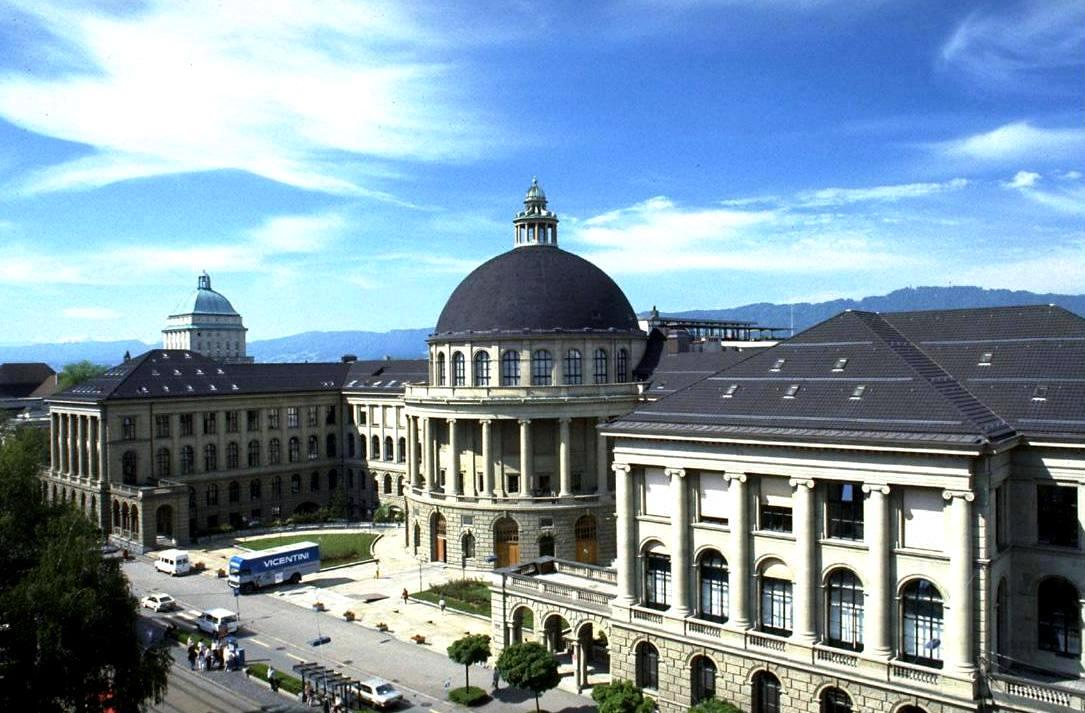
Швейцарська вища технічна школа Цюриха
Міська ратуша Базеля
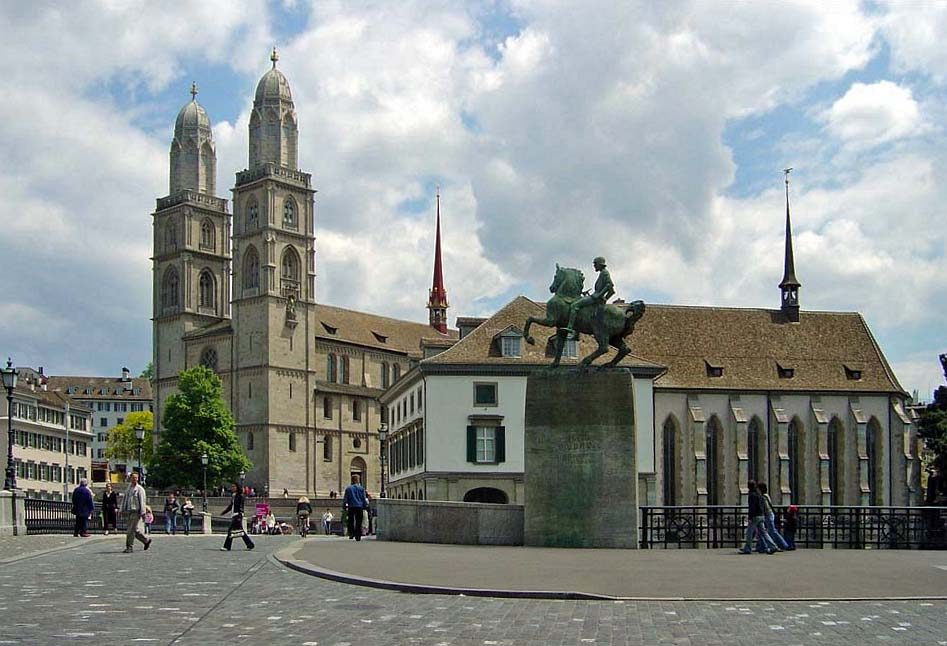
Міська ратуша Цюриха
Будівля Ліги Націй у Женеві
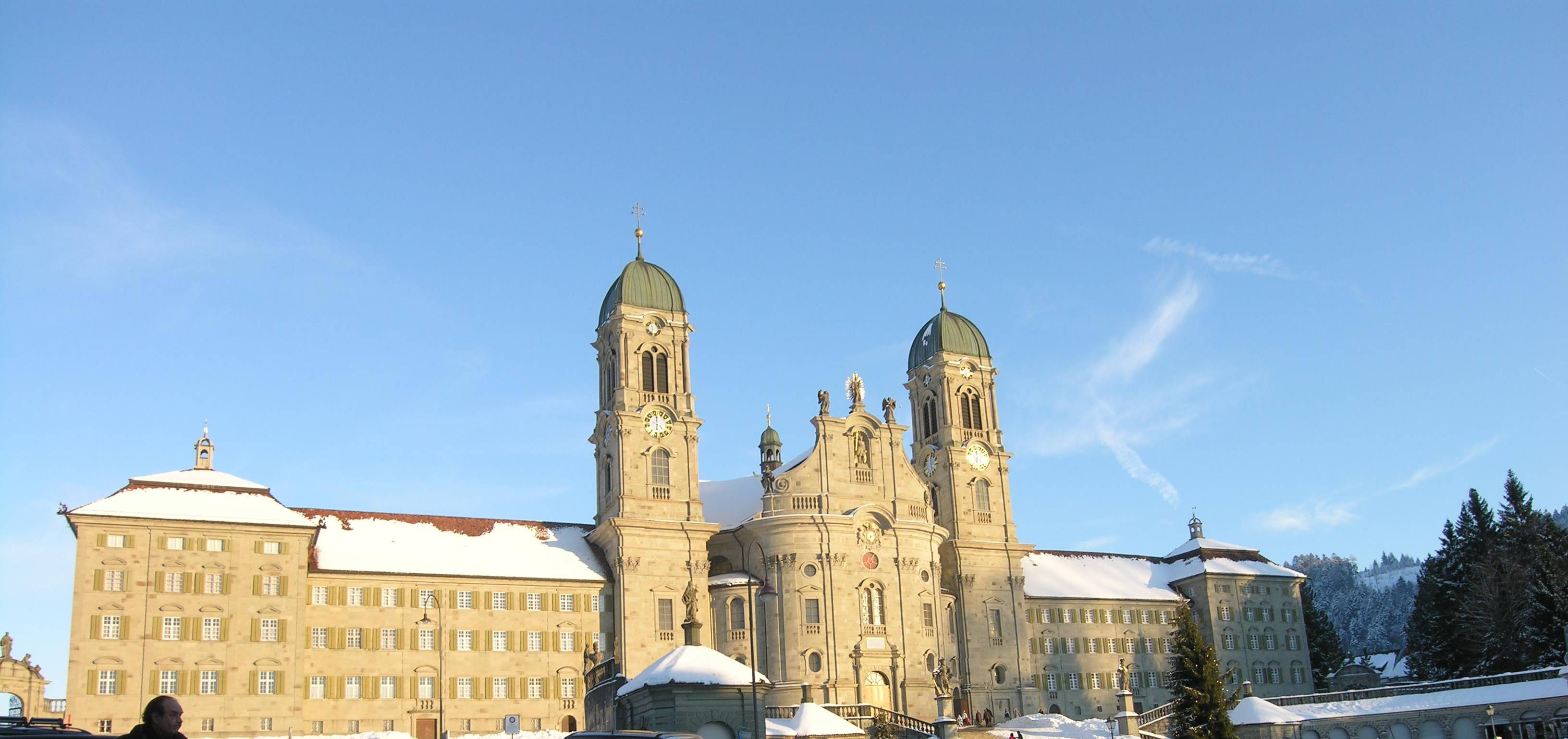
Абатство Айнзідельн

## Релігія

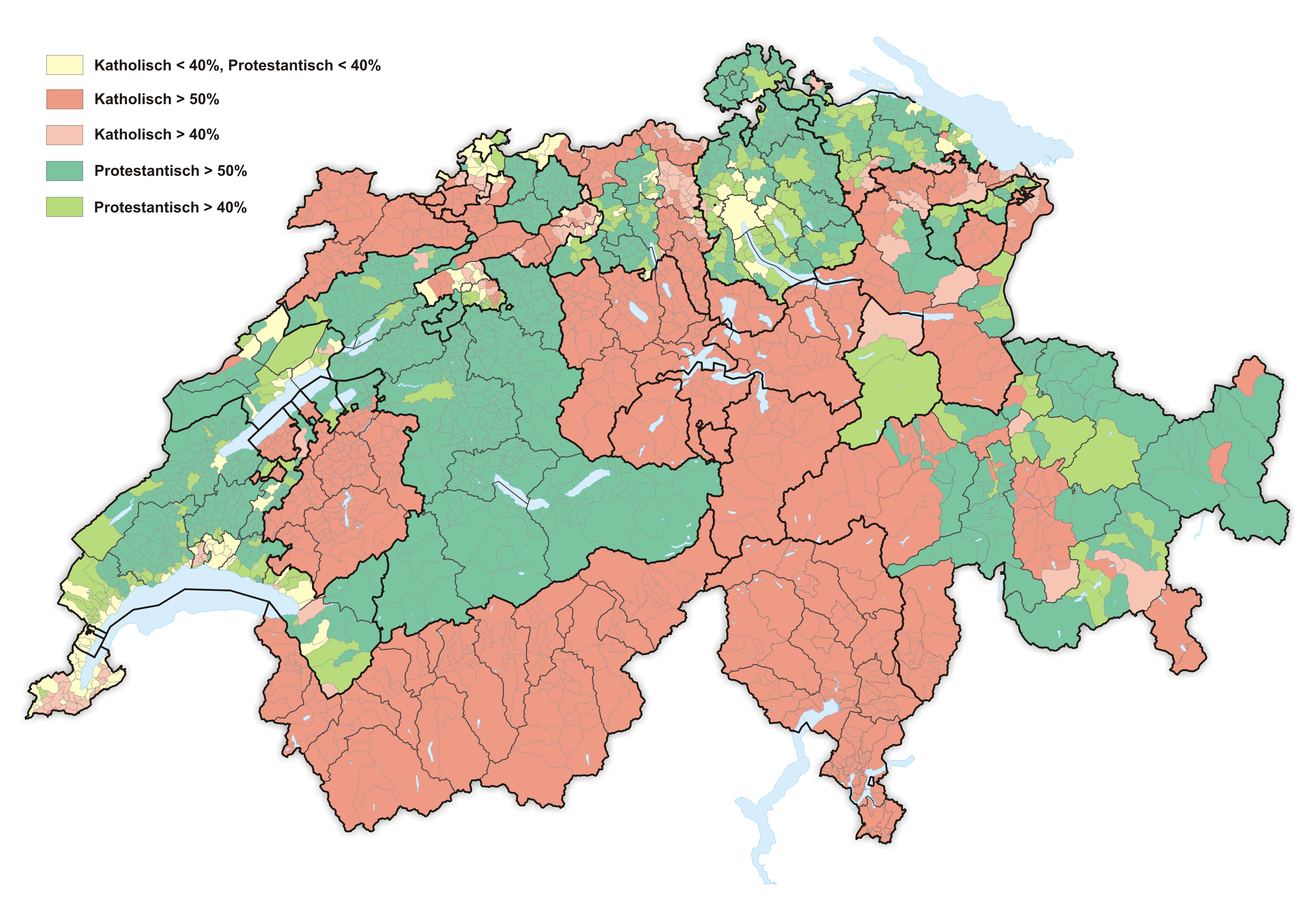
Релігія в 2013

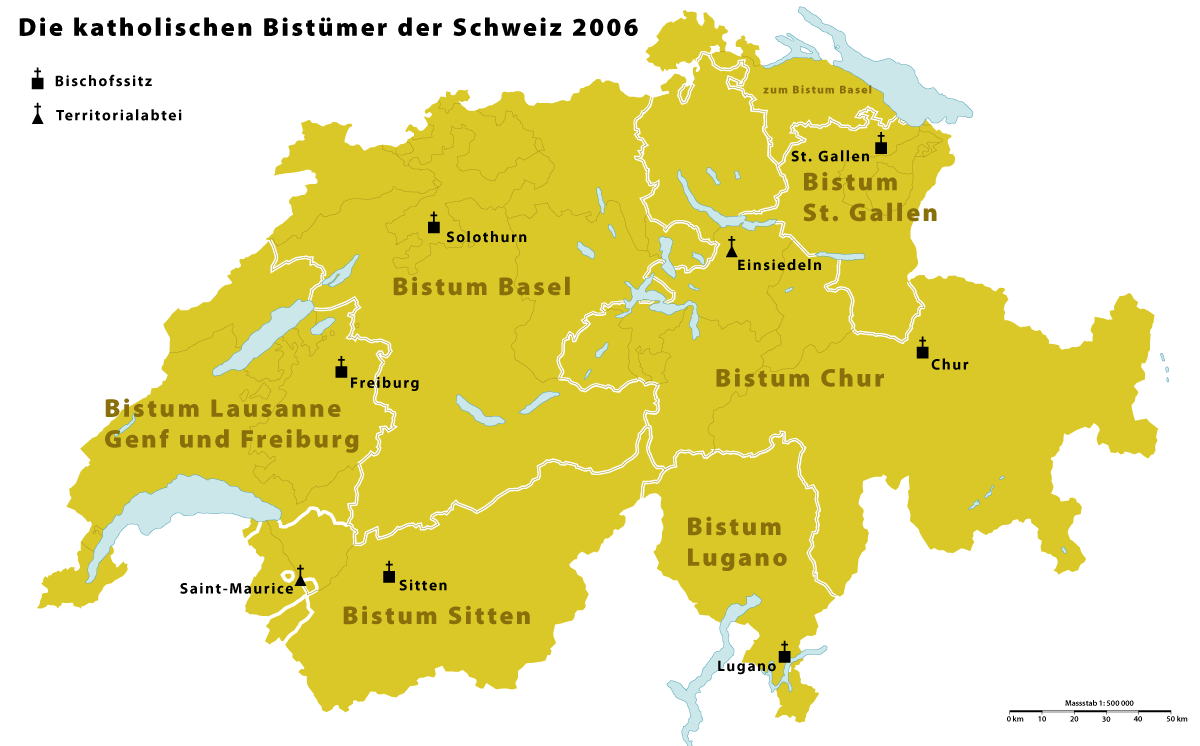
Територіальна структура Римо-католицької церкви на 2006 рік

44 % населення Швейцарії — протестанти, 48 % — католики; близько 8 % — представники інших конфесій. До протестантської церкви належать кантони Во, Шаффгаузен, Базель-Штадт, Цюрих, Берн, Гларус, Невшатель, Женева. Швейцарія — батьківщина одного з напрямків сучасного протестантизму — кальвінізму. Католицизм поширений на більшій за площею, але меншій за чисельністю населення території країни (кантони: Швіц, Урі, Унтервальден, Тічино, Фрібур, Золотурн, Вале, Люцерн і Цуг). У деяких кантонах (Аппенцеллі, Ааргау, Граубюндені) кількість католиків і протестантів майже однакова.
Варто зауважити, що за останні роки у Швейцарії зросла кількість православних християн, їх кількість становить 2%. Це відбувається завдяки тому, що на території Швейцарії розташовані провідні християнські організації такі як Всесвітня Рада Церков (WCC).[джерело?]

## Інше
Державний прапор і герб. Швейцарія має схожі герб і прапор — білий усічений хрест на червоному полі (або щиті). Першою емблемою швейцарців були прості червоні прапори і щити. Але у XIV столітті особливою ознакою швейцарських стрільців став білий хрест на червоному щиті. У XV столітті він з'явився і на бойових прапорах, а в 16 столітті став гербом Швейцарської Конфедерації. Швейцарський хрест уподібнювався емблемам хрестоносців і символізував боротьбу за свободу. 1814 року швейцарський хрест було вкорочено. Такого ж вигляду набув і державний прапор, офіційно схвалений у 1889 році.
Національне свято. 1 серпня — День заснування Конфедерації (1291 рік). Відзначається з 1899 року.
Національний гімн. Текст національного гімну Швейцарії був написаний Леонардом Відмером (1809—1867 роки) німецькою мовою. Вірш оспівує вічну природну красу Швейцарії — величні Альпи, тихі озера, широкі пасовища, мир, який знаходять у ній мешканці країни. Існують його переклади (іноді досить вільні) іншими трьома офіційними мовами.
Музику в 1841 році написав Alberik Zwyssig (1808—1854 роки), священник і композитор з Урі. Коли Zwyssig був музичним директором монастиря у Веттінгені, у 1835 році він написав музику до одного з псалмів — «Diligam te Domine» — для виконання обрядів. 1841 року він зробив адаптацію церковного гімну на слова Леонарда Відмера. 1843 року нова патріотична пісня пролунала під час святкування річниці вступу Цюриха до складу Швейцарської Конфедерації у 1851 році. Також вона була виконана на Національному пісенному фестивалі, де її схвально зустріла аудиторія. Незабаром «Swiss Psalm» виконувався чоловічими хорами по всій Швейцарії (завдяки перекладам) і його часто співали під час патріотичних свят.
Протягом 1894–1953 років було багато спроб оголосити цю пісню національним гімном, але вони відхилялися швейцарським урядом. Фактично у цей час національним гімном була інша пісня, що виконувалася на ту саму мелодію, що й британський гімн «Боже збережи Короля (Королеву)».
З розширенням міжнародних контактів у 20 столітті використання однакової музики стало дедалі частіше призводити до незручних ситуацій. Тому в 1961 році швейцарський уряд оголосив «Swiss Psalm», який неможливо було сплутати з жодним іншим гімном, тимчасовим (попереднім) національним славнем. Але лише в квітні 1981 року «Swiss Psalm» було офіційно проголошено швейцарським національним гімном.

### Текст гімну німецькою мовою
Trittst im Morgenrot daher, Seh'ich dich im Strahlenmeer, Dich, du Hocherhabener, Herrlicher!
Wenn der Alpenfirn sich rotet, Betet, freie Schweizer, betet!
Eure fromme Seele ahnt
Gott im hehren Vaterland, Gott, den Herrn, im hehren Vaterland.
Kommst im Abendgluhn daher, Find'ich dich im Sternenheer, Dich, du Menschenfreundlicher, Liebender!
In des Himmels lichten Raumen
Kann ich froh und selig traumen!
Denn die fromme Seele ahnt
Gott im hehren Vaterland, Gott, den Herrn, im hehren Vaterland.
Ziehst im Nebelflor daher, Such'ich dich im Wolkenmeer, Dich, du Unergrundlicher, Ewiger!
Aus dem grauen Luftgebilde
Tritt die Sonne klar und milde, Und die fromme Seele ahnt
Gott im hehren Vaterland, Gott, den Herrn, im hehren Vaterland.
Fahrst im wilden Sturm daher, Bist du selbst uns Hort und Wehr, Du, allmachtig Waltender, Rettender!
In Gewitternacht und Grauen
Lasst uns kindlich ihm vertrauen!
Ja, die fromme Seele ahnt, Gott im hehren Vaterland, Gott, den Herrn, im hehren Vaterland.

## Цікаві факти
- Швейцарія не має офіційної столиці. Берн з 1848 року має статус «федерального міста» («Bundesstadt»), тобто міста, де розташовано федеральні органи влади. Місто є столицею кантону Берн.
- Швейцарія межує з п'ятьма країнами: Італією, Францією, Німеччиною, Австрією і Ліхтенштейном.
- Протяжність Швейцарії становить 350 км зі сходу на захід і 220 км з півночі на південь.
- Найвища гора в Швейцарії — пік Дюфур у кантоні Вале, він має висоту 4 634 м.
- Швейцарія лежить у трьох топографічних зонах: альпійських горах (60 %), центральному плато (30 %), Юрських горах (10 %).
- Тривалість життя швейцарців у порівнянні з 1900 роком практично подвоїлася. Народжений сьогодні чоловік може прожити 81 рік, а жінка — 85,2 року.
- Швейцарія має найвищий відсоток у Європі жителів, старше 100 років (0,01 %).
- Найбільшою швейцарською корпорацією є «Nestlé». Створена 1866 році німецьким біженцем Генріхом Нестле (1814—1890), це найбільша харчова компанія у світі.
- На 99,5 відсотків економіка країни складається з малих і середніх підприємств.
- З 1945 по 1988 р. Швейцарія розробляла власну ядерну програму, зокрема військового спрямування. 21 січня 1969 року поблизу міста Люсанс у кантоні Во сталася аварія на ядерному реакторі в горах, що суттєво вплинула на всю ядерну програму країни.
- Швейцарія є традиційно християнською країною, тут поширені католицька і протестантська віри.
- Серед усіх сухопутних країн, що не мають виходу до моря, Швейцарія має найбільший торговельний морський флот.
- Швейцарський національний герой Вільгельм Телль — вигаданий персонаж, але його особа може мати деякі історичні підстави.
- Один з найвпливовіших філософів XVIII століття Жан-Жак Руссо був громадянином Женеви.
- У 1959 році під час так званої Суецької кризи у Швейцарії була створена компанія Swisspetrol. Провівши декілька пробних бурінь, компанія виявила в громаді Ентлебух підземний газ на глибині 4 370 м. З 1985 по 1994 роки з цієї свердловини в газопровід між Голландією та Італією було закачано майже 75 млн м3 газу.
- Кельтське плем'я гельветів, що билися з військами Юлія Цезаря, дало назву всій швейцарській території. Латинська назва країни Helvetia, як і раніше, з'являється на швейцарських марках. Букви CH на швейцарських автомобілях і в інтернет-адресах — це перші літери латинських слів Confoederatio Helvetica, що означає Швейцарська Конфедерація.
- Helvetica — це назва популярного шрифту, створеного в Швейцарії в 1957 році.
- Швейцарські жінки отримали право голосувати на національному рівні 1971 року. Кантон Аппенцелль-Іннерроден надав жінкам таке право тільки 1991 року.
- Біля витоків автомобільної марки «Chevrolet» стояв швейцарський емігрант до США Луї Шевроле (Louis Chevrolet), який народився 25 грудня 1878-го в Ла-Шо-де-Фоні (кантон Невшатель) і помер 6 червня 1941 в Детройті. Логотип створеної ним марки — розтягнутий по горизонталі швейцарський хрест[37].